# Negrete
Negrete es una comuna y ciudad de la zona central de Chile. Es parte de la Provincia de Biobío y de la Región del Biobío. Las principales actividades locales son la agricultura y ganadería. En la primera dominan los llamados cultivos tradicionales; cereales y chacarería. La ganadería está representada por pequeñas granjas lecheras. Más recientemente, la vitivinicultura está experimentando un auge, y en consonancia con este, existe también oferta enoturismo.
Limita al norte con la comuna de Los Ángeles, al sur con la comuna de Renaico (Región de la Araucanía), al este con la comuna de Mulchén y al oeste con la de Nacimiento.

## Origen del nombre
El nombre Negrete se debe a la memoria del apellido del capitán español Juan Negrete, quién por encargo de Pedro de Valdivia, en 1551, descubrió un vado en el río Biobío (llamado por cronistas e historiadores Vado de Negrete o Paso de Negrete), que los conquistadores españoles usaron como paso vadeable para cruzar la frontera natural que imponía el río Biobío; y así continuar con la conquista al sur de dicho río, durante la guerra de Arauco.

### Heráldica
El escudo de armas de Negrete, es un escudo heráldico creado por el historiador y poeta Ramón Navarrete Stagg (1916-1995) que está timbrado por una corona en fuerte de oro de ocho torres de las cuales se muestran cuatro; y se divide en cuarteles: 
- En el primer y el cuarto cuartel, sobre un campo de gules (color rojo vivo), aparecen dos torres de plata, las cuales simbolizan la noble sangre tanto araucana como española que fue derramada durante la guerra de Arauco, junto al fuerte de Negrete San Francisco de Borja, emplazado primitivamente en torno a la confluencia de los ríos Bio-Bio y Duqueco, y luego, en 1613, fue trasladado por el gobernador Alonso de Ribera al cerro Negrete, actual cerro Marimán, en la ribera sur del río Bio-Bio.
- En el segundo cuartel, sobre un campo de plata, aparece un águila de sable que simboliza la aguda mirada y fiereza de sus habitantes. Un ejemplo, fue el audaz y aguerrido cacique o lonco mapuche Marimán, que, en mapudungun, significa "diez cóndores"; y a él se debe el nombre del cerro Marimán de Negrete.
- En el tercer cuartel, sobre un campo azur (azul oscuro), aparece una gavilla de oro que simboliza la alta calidad agrícola de la comuna (histórica zona de trigales, frutales y viñedos), junto a la ribera sur del río Bio-Bio que riega sus tierras; donde navegan embarcaciones a remo, se practica la pesca y el baño.  También, el río Bio-Bio fue la frontera natural entre españoles y mapuches.

## Capital comunal
Negrete, la ciudad cabecera comunal, se encuentra a los pies del cerro Marimán, en la ribera sur del Río Biobío, a unos 4 km al poniente de la afluencia de este curso con el Río Bureo. Se ubica en las coordenadas 37°35′S 72°32′O / -37.583, -72.533.
Es el centro del comercio y servicios públicos de la comuna. Por ejemplo, es el asiento del CESFAM Yanequén de atención primaria de salud de la comuna, oficina de registro civil, una compañía de bomberos, un retén de carabineros, terminal rodoviario y una oficina de Correos de Chile. 
Negrete no cuenta con sedes bancarias. Cuenta con una central para abastecerse de combustibles. El comercio local, pequeñas tiendas familiares, se dedica principalmente a la comercialización de víveres (abarrotes, rotisería, etc.), seguida por el expendio de alcohol y el rubro de panadería. No hay grandes industria en la comuna.

## Administración
- Jorge Pezo Toloza (RN)
- Rosa Salamanca Cofré (PDC)
- Alfredo Peña Peña (PR)
- Fabián Lizama Pérez (Ind./PS)
- Marcos Troncoso Salgado (Ind./PR)
- Carlos Torres Matamala (PRO)

## Economía
En 2018, la cantidad de empresas registradas en Negrete fue de 94. El Índice de Complejidad Económica (ECI) en el mismo año fue de -0,71, mientras que las actividades económicas con mayor índice de Ventaja Comparativa Revelada (RCA) fueron Aserrado y Acepilladura de Maderas (36,42), Fabricación de Maquinaria Agropecuaria y Forestal (34,42) y Elaboración de Leche, Mantequilla, Productos Lácteos y Derivados (23,59).

## Demografía
Según los datos recolectados el 2002 en el censo del Instituto Nacional de Estadísticas, la comuna posee una población de 8579 habitantes. Un 38,42 % corresponde a población rural y un 61,58 % a población urbana. En cuanto a sexo, 48,55 % son mujeres y 51,45 % son hombres. 

### Indicadores sociales
Un 41 % de la población es pobre o indigente, según la encuesta CASEN del 2003.
En cuanto al índice de desarrollo humano estructurado por el PNUD, Negrete ocupa el lugar 294º en el ranking de las comunas chilenas. En cuanto al índice de salud, está en la 241ª posición. Es 258º en ingreso y educación.
El analfabetismo (11,98 %) es considerado alto, en relación con el contexto regional y nacional. La escolaridad, que en promedio bordea los 7 años, también es considerada deficiente.

#### Religión
En cuanto a religión, predomina la católica (53,34 %), seguida de la evangélica (37,17 %). El tercer grupo en importancia es el formado por ateos, agnósticos y sin religión (6,53 %).

## Historia
La comarca se encuentra en el antiguo aillarehue (reunión de tótems) mapuche de Catiray, conformado por los linajes (lof): Pirenmauida, Liucura, Pilumrehue, Coyamco, Geuche, Mayurehue, Ñamcurehue, Arümco, Tabolevo, Curalevo, Quilalemu, Chipino, Peterehue, Millapoa.
El pueblo de Negrete se ubica en uno de los pasos que, desde antiguo, fueron utilizados para vadear el Río Biobío. Las primeras menciones al lugar lo llaman así: Paso Negrete. 
Considerando que durante gran parte de la Conquista y Colonia de Chile, el Biobío fue la frontera entre españoles y mapuches, es posible comprender la importancia que tenía el paraje. 
Las menciones históricas hacían siempre alusión a la situación fronteriza de Negrete. Por ejemplo, en 1618, cerca del paso el capitán Jiménez de Lorca sorprendió una partida mapuche mandada por el "infatigable" lonco Tureulipe. Jímenez, dando por razón que Tureulipe no había querido rendirse, lo pasó a cuchillo junto con otros de sus compañeros.
En el Diccionario Geográfico de la República de Chile, del abogado y senador Francisco Solano Astaburuaga Cienfuegos, se menciona:
- Negrete. Villa del departamento de Nacimiento situada en los 37°28’ Latitud S y 72°31’ Longitud O a la orilla austral del Biobio casi por frente de la confluencia con el Duqueco Se halla al extremo noroeste de un extenso llano y al pie oriental de una colina aislada que baña el primer río sobre la cual existe una fortaleza que la defiende y dista 20 kilómetros al S de los Ángeles y poco más al E de Nacimiento. Primitivamente fue un fuerte levantado con el nombre de San Francisco de Borja junto a la orilla sur del Duqueco y cercano a Mesamávida.  De este asiento lo trasladó con su guarnición en 1613 el Presidente Rivera a dicha colina, la que, del apellido de uno de los capitanes que vino con Valdivia, se denominaba ya cerro de Negrete. En 1622 Osores de Ulloa reconstruyó el fuerte y aumentó la población a la base de aquella, la cual recibió algún fomento bajo el gobierno de Amat y el título de villa en 1757.  En el llano inmediato tuvo lugar del 4 al 6 de marzo de 1793 una gran junta de araucanos reunida por el Presidente O’Higgins en que éstos reconocieron como soberano al rey de España. Hasta entonces había sido hostilizada por esos indios y aun lo fue después hasta quedar casi abandonada. En 1850 volvió a repoblarse estableciéndose en ese año una iglesia, vice-parroquia, y contaba con un caserío de unos 700 habitantes, escuela gratuita, estafeta, etc, cuando a principios de 1859 la asaltaron aquellos indios y la incendiaron despoblándose enteramente, pero de ese contratiempo ha vuelto a reponerse desde 1862 en que se ha construido una mejor fortaleza y se le ha dado una nueva planta. Cuenta ahora con 320 habitantes.
- Mesamávida. Colina notable que se ve sobre la margen norte del Duqueco, por el punto inferior en que recibe este río a Paillihue, y dos a tres kilómetros de su confluencia en el Bio bio. Es un terromontero de moderado ámbito y de 80 metros de altura; y cuya cima, que es aplanada (lo que le sugirió su nombre monte mesa) estuvo ocupada por un fuerte, construido en 1777 por Don Ambrosio O'Higgins bajo el gobierno de Jáuregui, y aprobado por real cédula de 24 de marzo del año siguiente.  Hoy apenas quedan vestigios de él así como del pueblo primitivo de Negrete que existió vecino por el oriente.  Un cerro a corta distancia al SE de Linares.

Mientras que, en el Diccionario geográfico de Chile, del ingeniero y geógrafo chileno Luis Risopatrón, se menciona:
- Negrete (Aldea).  37°36 y 72°32’.  Es de corto caserío, cuenta con servicio de correos, registro civil, escuelas públicas y estación de ferrocarril y se encuentra en el margen S de la parte media del río Biobio, a 72 km de altitud, a 7 kilómetros al E de la estación de Coihue i a 34 km al NW del pueblo de Mulchén; los terrenos de sus vecindades son de calidad superior, por lo que se comenzaron a poblar en 1622, época en que se reconstruyó el fuerte de aquel nombre. El disperso caserío recibió en 1757 el título de Villa de Negrete, fue hostilizado por los araucanos y enseguida abandonado, pero en 1850 se construyó en él una capilla; se había repoblado después un tanto, cuando a principios de 1859 fue quemado y destruido por los indios y no reconstruido sino en 1862.
- Negrete (Cerro de).  37°35’ y 72°33’.  Es aislado y se levanta a poca altura en el margen W de la parte media del río Biobio, a corta distancia al SW de la desembocadura del río Duqueco; era llamado primitivamente de Niñe y en él se fundó en 1613 la fortaleza de aquel nombre.  (Fuente: Juan de Ojeda, 1803, en página 226).
- Mesamávida (Cerro).  37°33’ y 72°32’.  Es aislado, de cima aplanada, en forma de mesa y se levanta a 80 m sobre el valle, a corta distancia hacia el NW de la confluencia de los río Biobio y Duqueco; sobre él construyó en 1777 don Ambrosio O’Higgins, por orden del presidente don Agustín de Jáuregui, un fuerte con el nombre de San Agustín de Mesamávida, cuyas ruinas existían en 1863.

### Fuerte de Negrete San Francisco de Borja

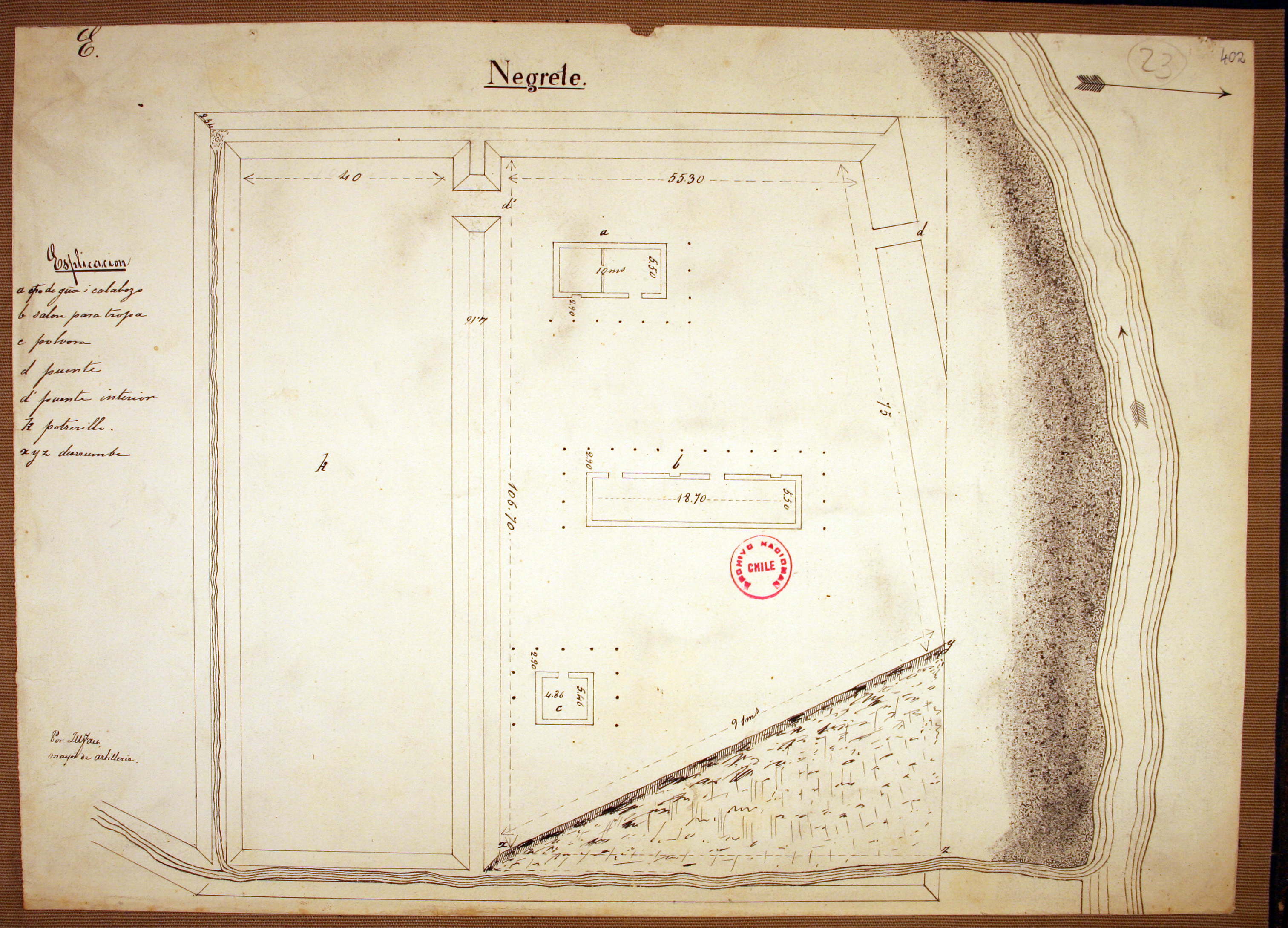
[//upload.wikimedia.org/wikipedia/commons/a/a8/Plano_Fuerte_Negrete_%28hecho_por_Jose_Miguel_Faez_y_encontrado_en_Archivo_Nacional%29_base_de_reconstruccion_de_Negrete%2C_12-12-1861%2C_como_una_fortificaci%C3%B3n_espa%C3%B1ola%2C_parte_del_plan_de_Cornelio_Saavedra_de_Ocupacion_Araucania%2C_al_Sur_del_rio_Bio-Bio.jpg Plano antiguo de Negrete], hecho por el mayor de artillería José Miguel Fáez y encontrado en la mapoteca del Archivo Nacional de Chile: plano base de la reconstrucción de Negrete como fortaleza chilena, en diciembre de 1861, parte del plan de Cornelio Saavedra Rodríguez, de Ocupación de la Araucanía por el ejército chileno.

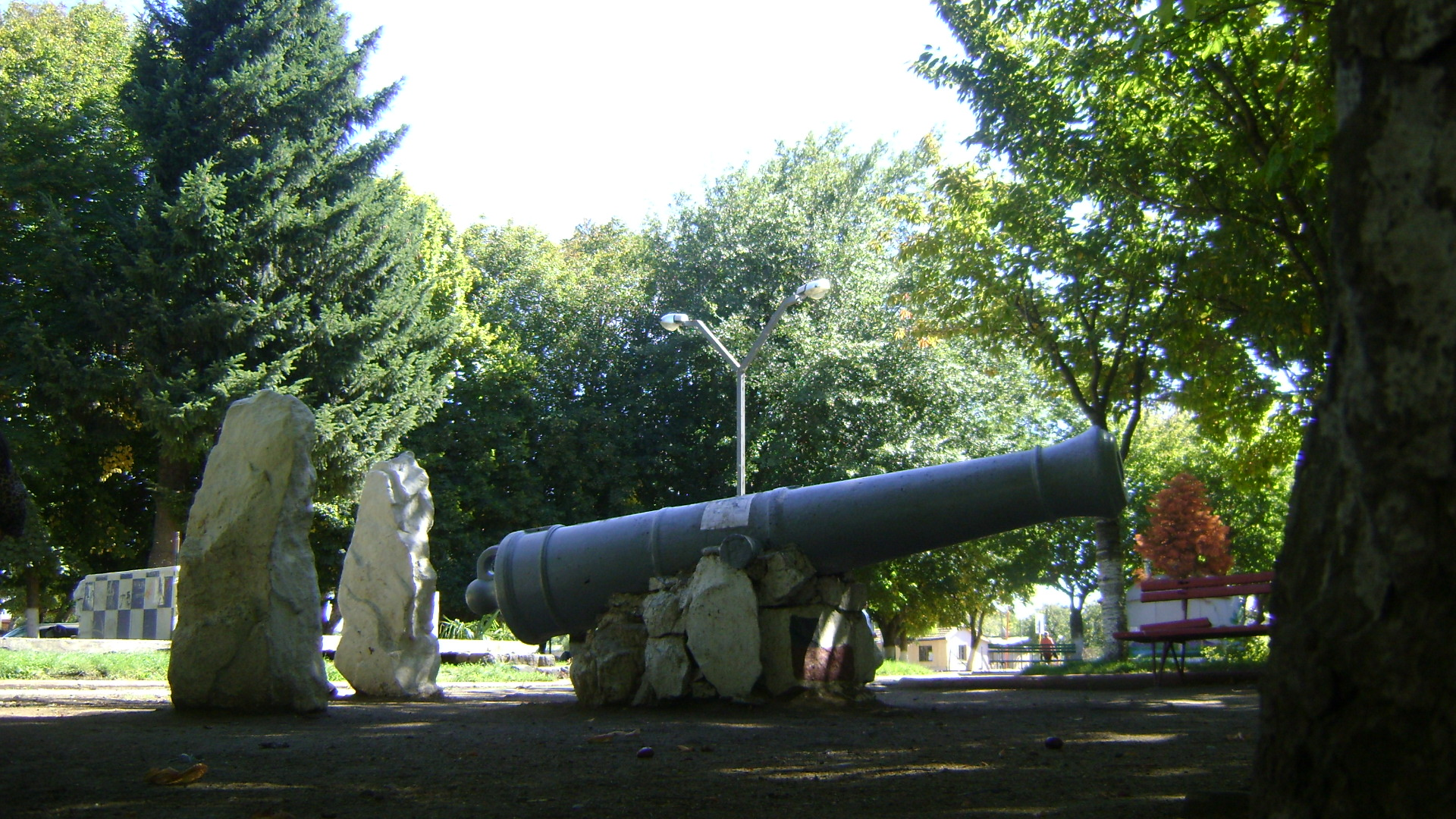
Cañón del fuerte de Negrete, en la plaza armas, trasladado desde cerro Mariman donde existía un torreón que servía de atalaya.

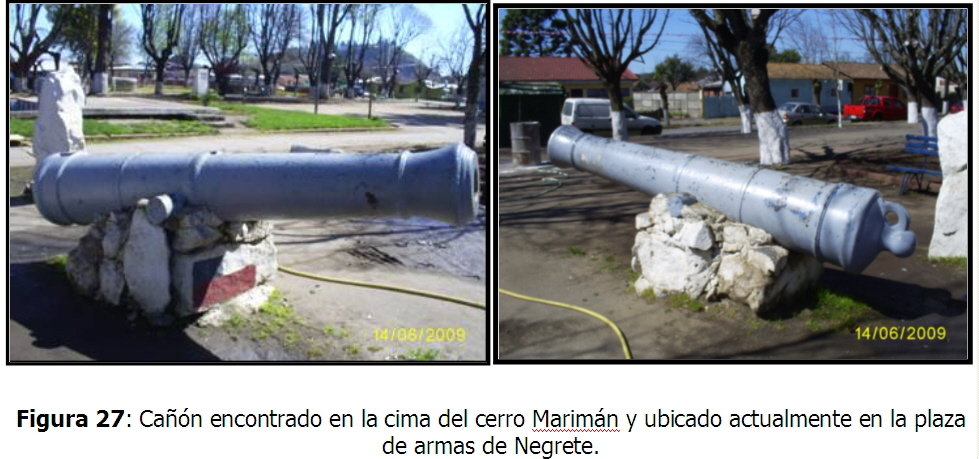

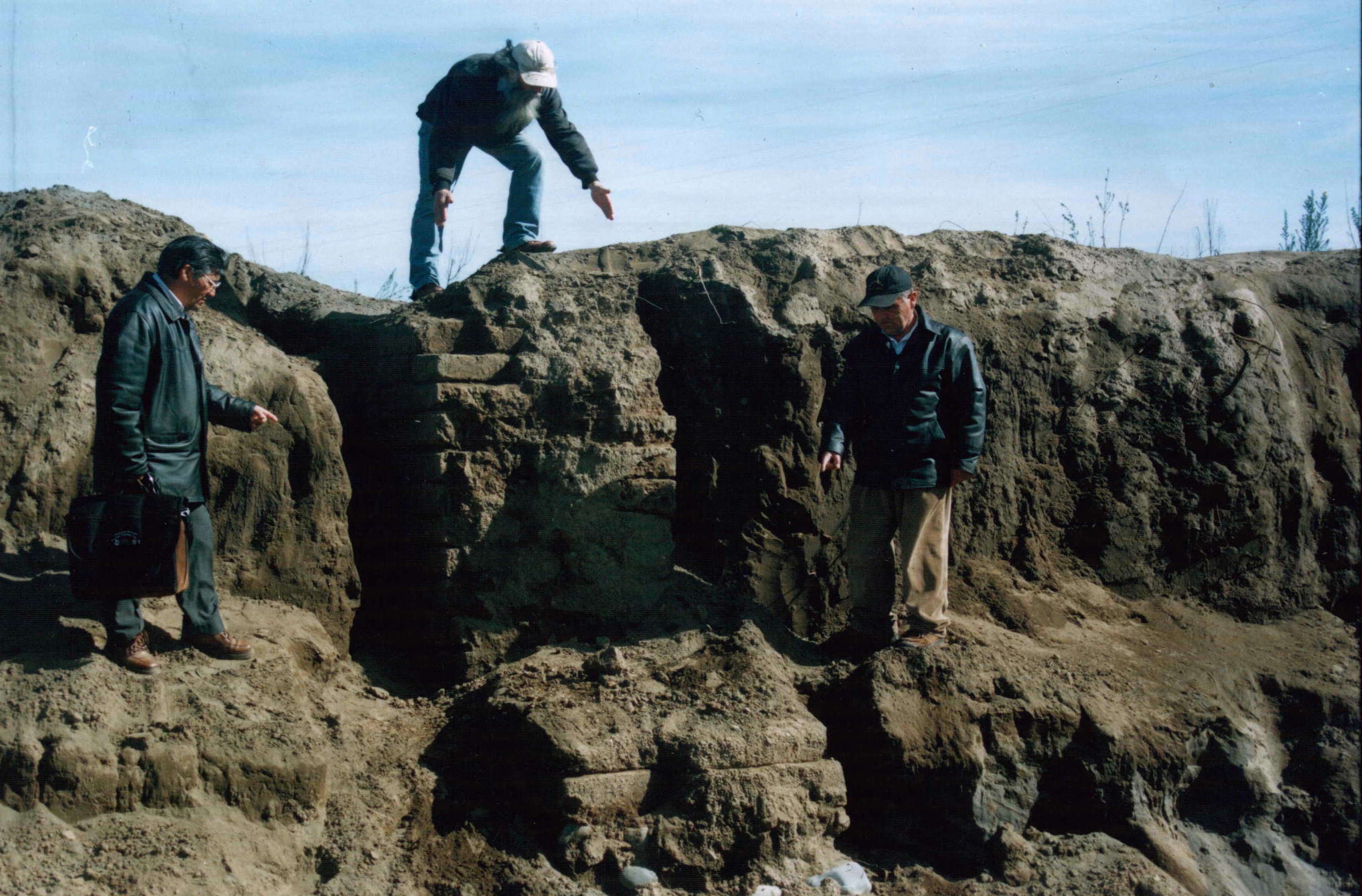
Muro de adobes enterrado, hallado en septiembre de 2002 por el [//upload.wikimedia.org/wikipedia/commons/0/02/Biografia_Osvaldo_Lipin_Llancaman.pdf escultor y artesano mapuche de Negrete Osvaldo Lipin Llancaman], en los faldeos del cerro Marimán (protegido por ley 17.288 como Monumento Arqueológico).

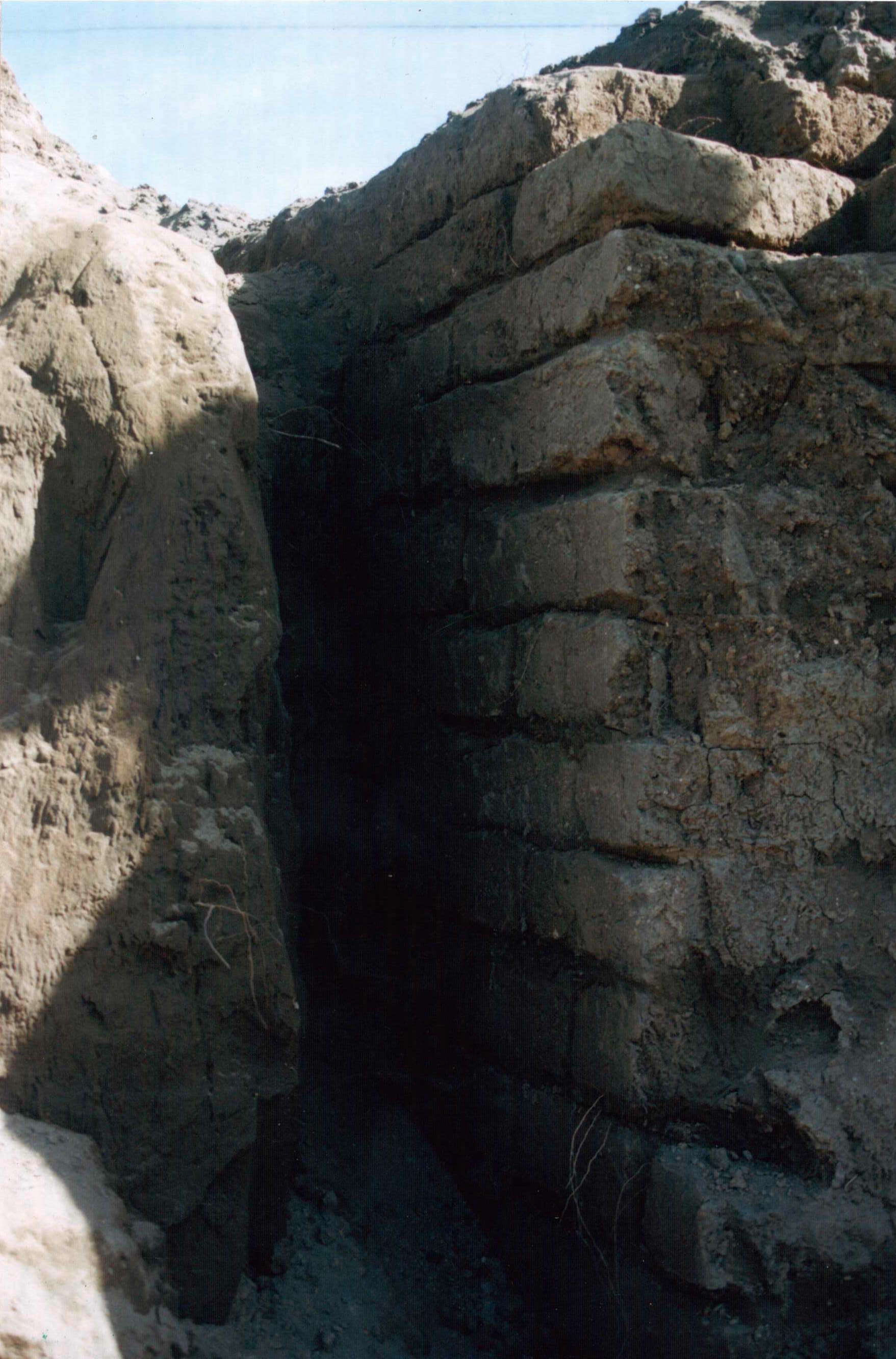
Muro de adobes enterrado, hallado en septiembre de 2002 por el [//upload.wikimedia.org/wikipedia/commons/0/02/Biografia_Osvaldo_Lipin_Llancaman.pdf escultor y artesano mapuche de Negrete Osvaldo Lipin Llancaman], en los faldeos del cerro Marimán (protegido por ley 17.288 como Monumento Arqueológico).

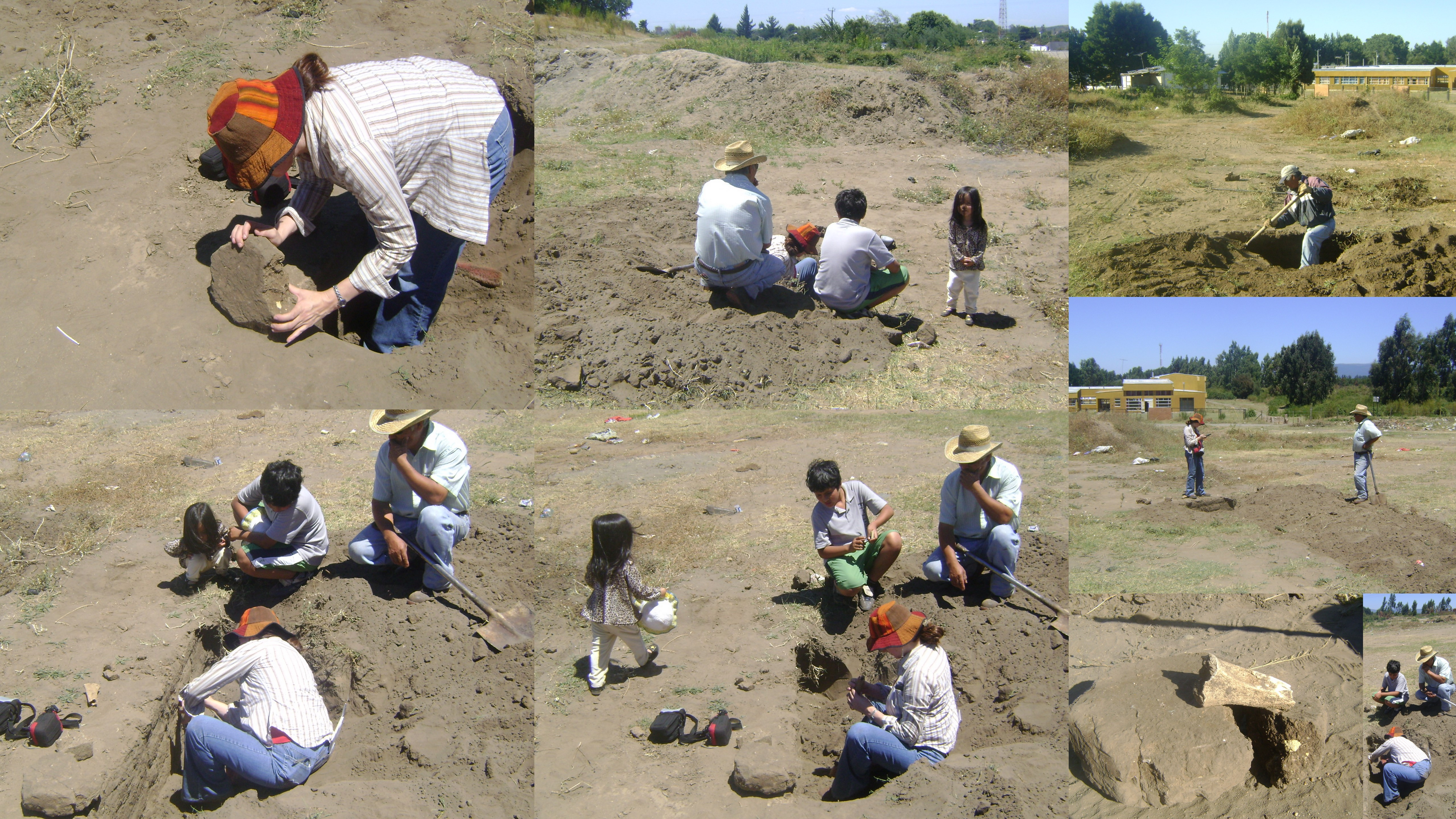
Arqueóloga del Consejo de Monumentos Nacionales explora, mide y georeferencia muro de adobes enterrado en la ladera sur del cerro Mariman de Negrete.

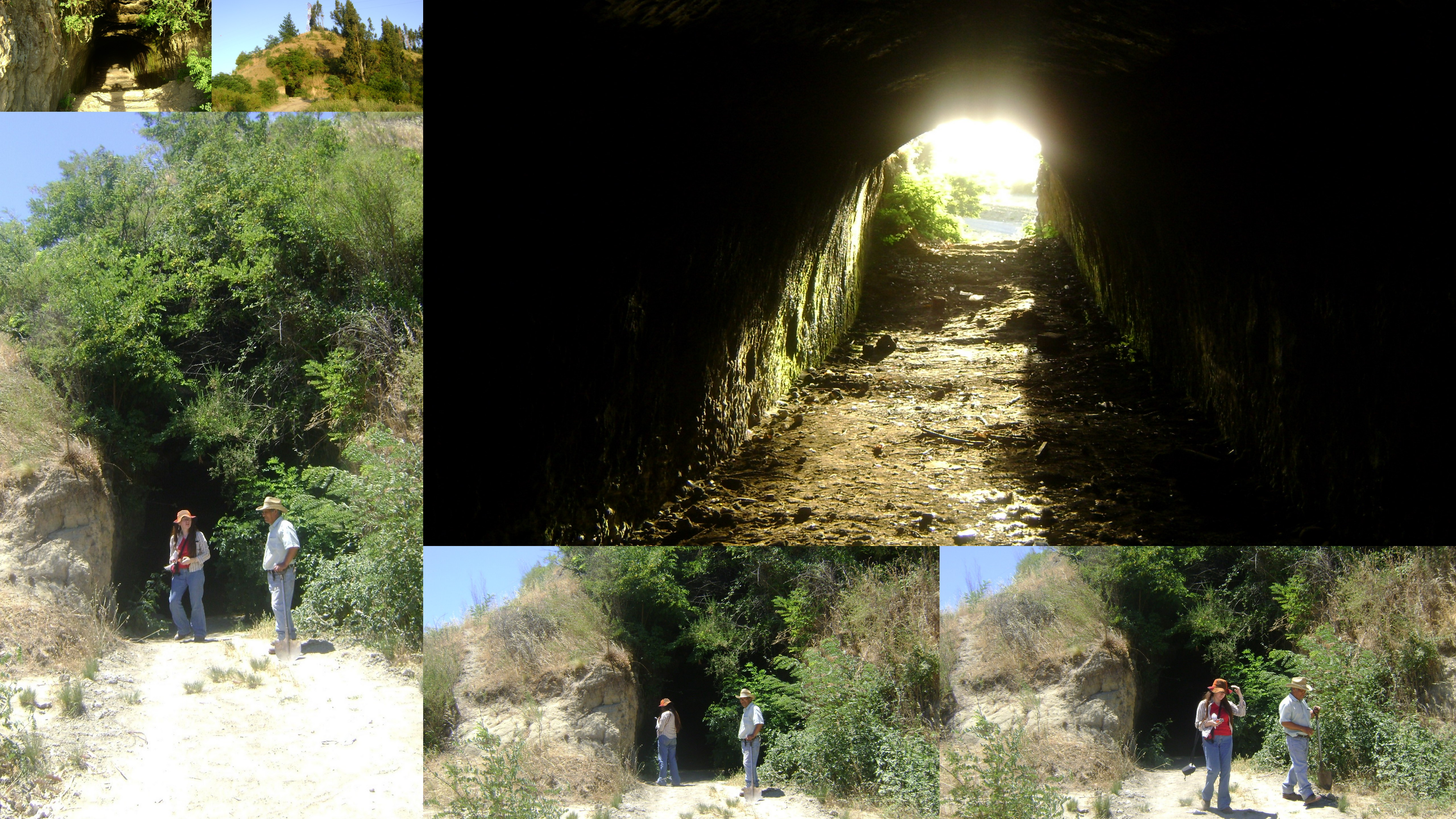
Cueva del cerro Mariman de Negrete posible polvorín del fuerte de Negrete San Francisco de Borja. (protegida por ley 17.288 como Monumento Arqueológico).

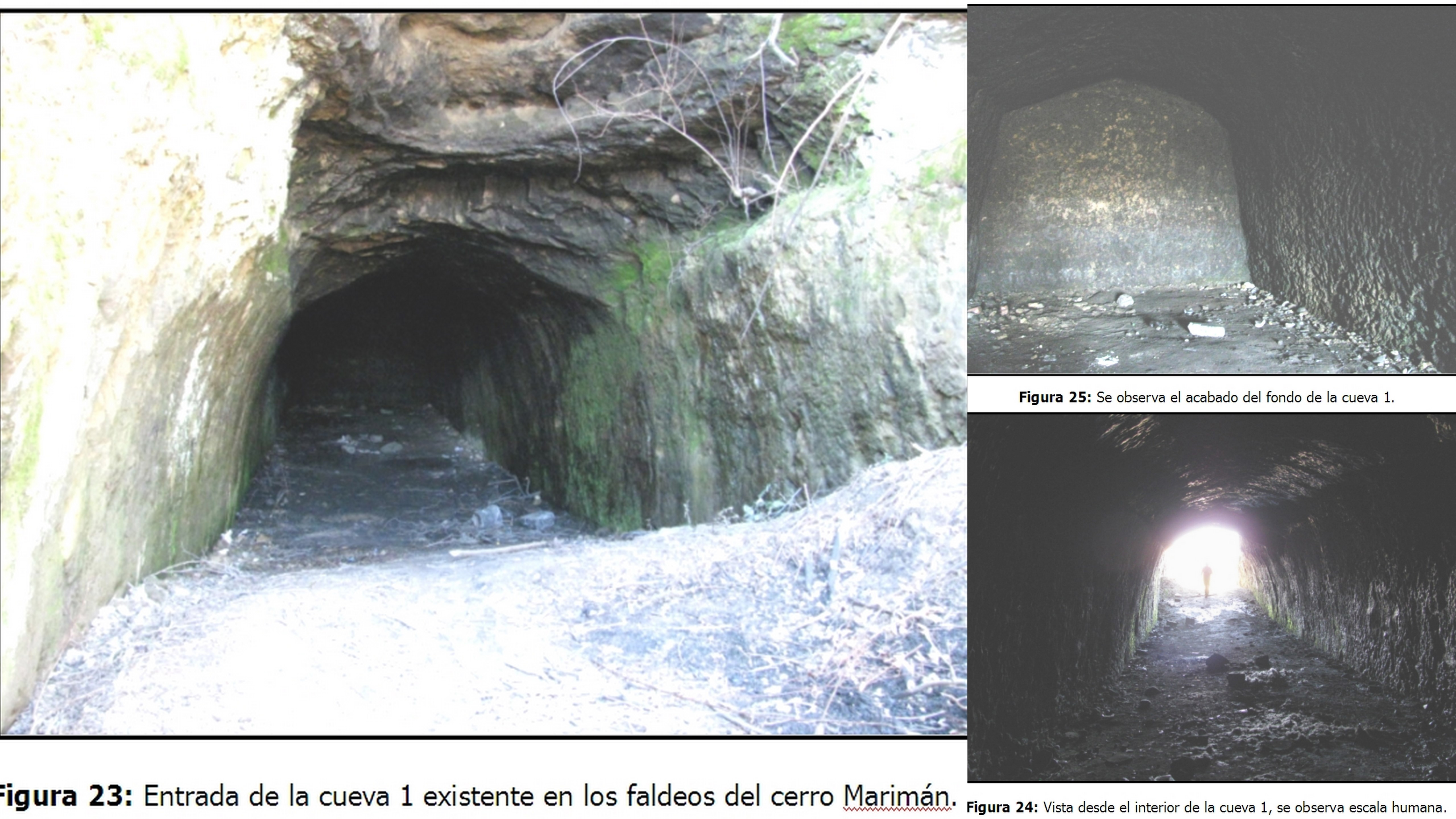
Cueva del cerro Mariman en el sitio Monumento Arqueológico Fuerte de Negrete.

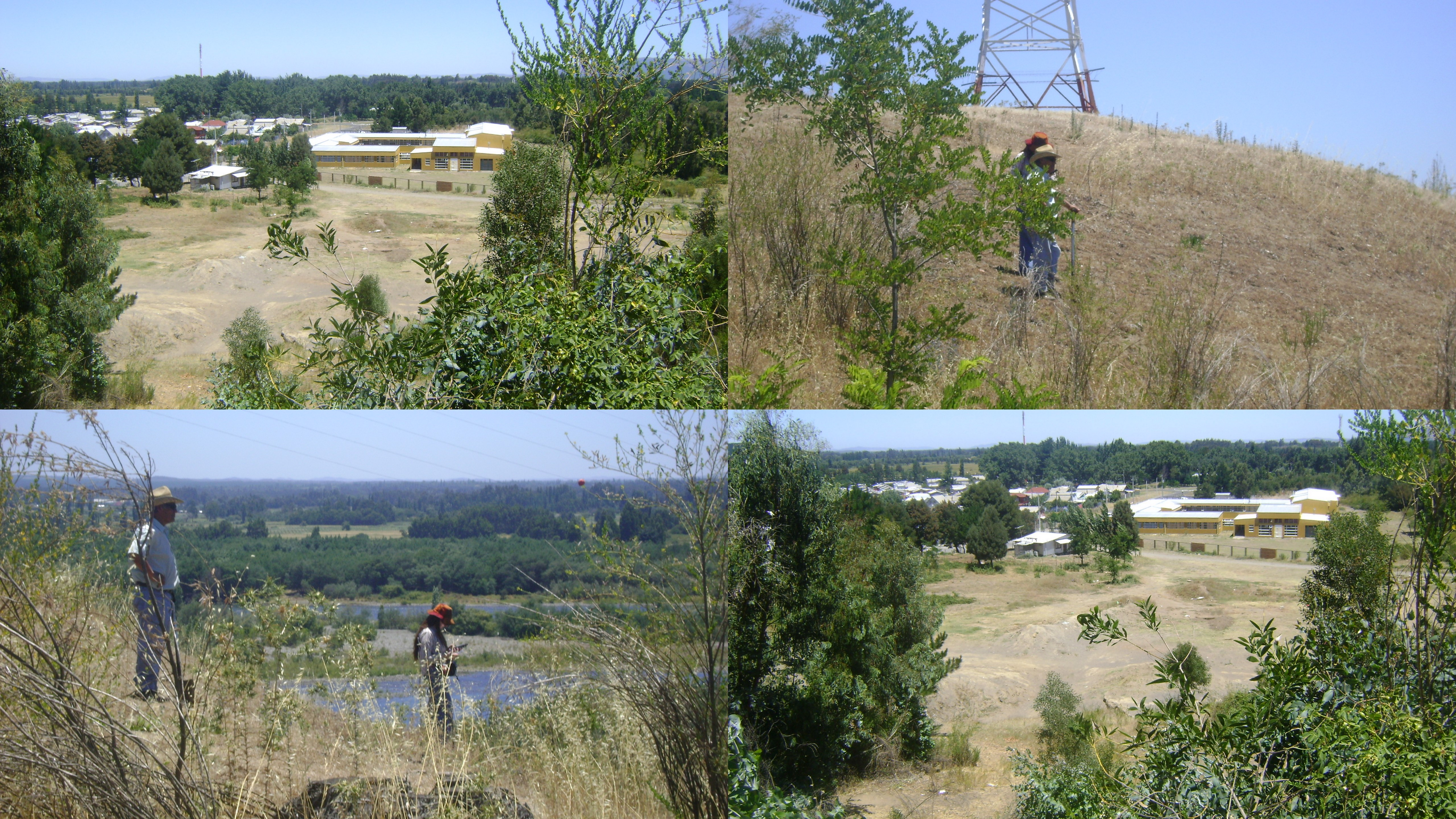
Arqueóloga del CMN explora y georeferencia la cima del cerro Mariman de Negrete, donde hubo un torreón que servía de atalaya y una vertiente de agua, parte del fuerte de Negrete.

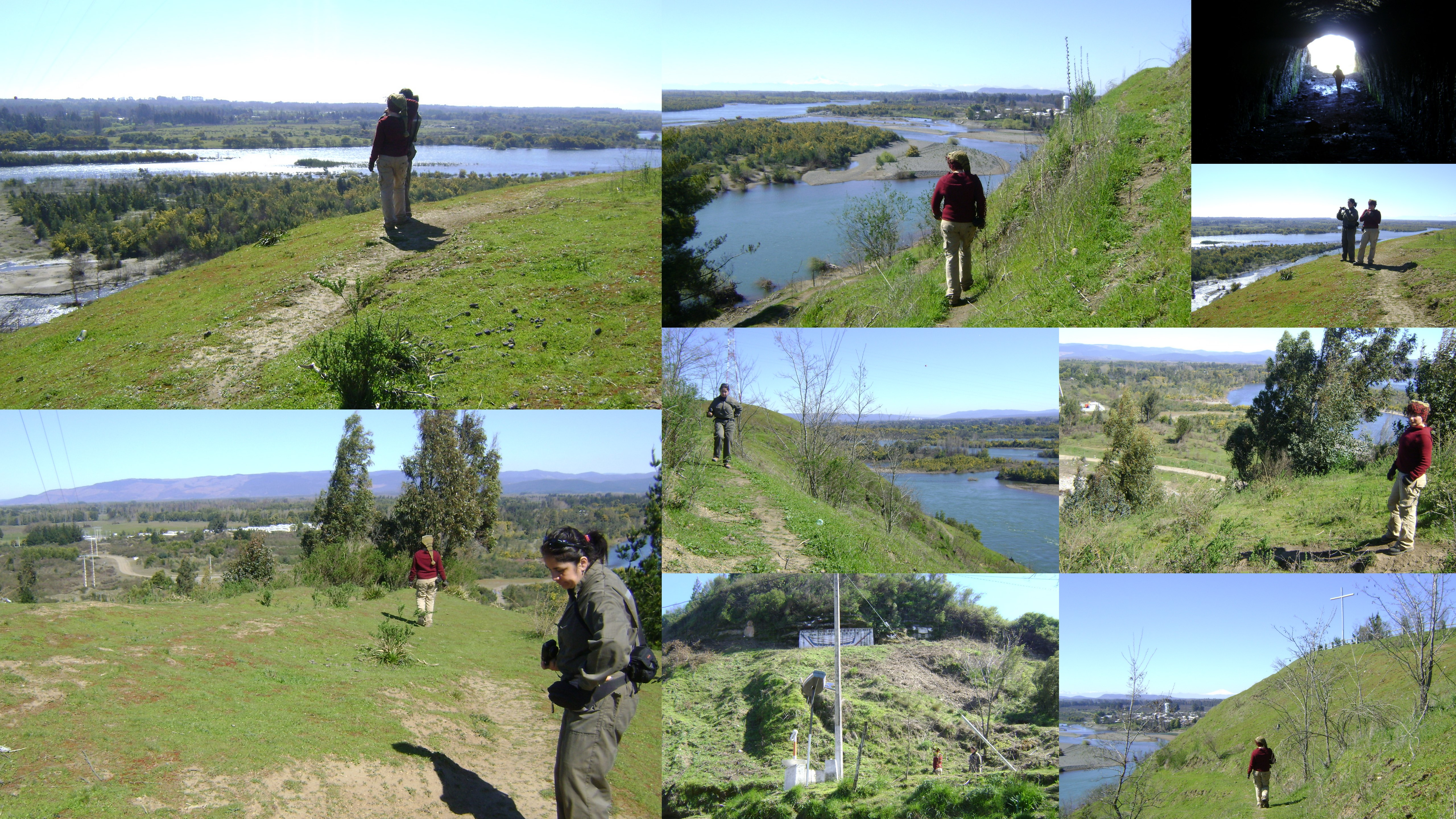
Arqueólogas del CMN exploran la cima del cerro Mariman, parte del sitio Monumento Arqueológico Fuerte de Negrete.

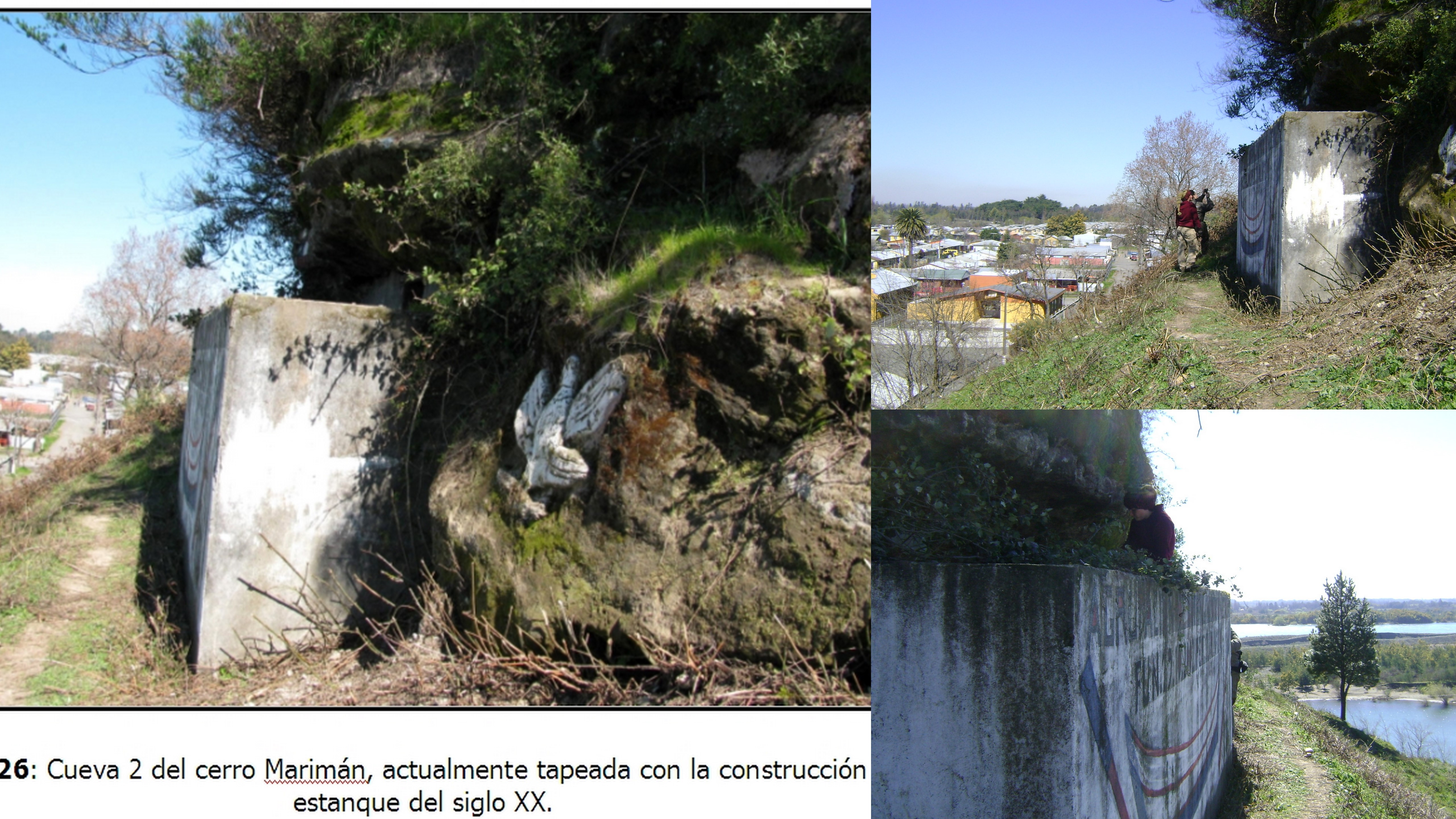
Estanque de agua en cueva del cerro Mariman de Negrete.

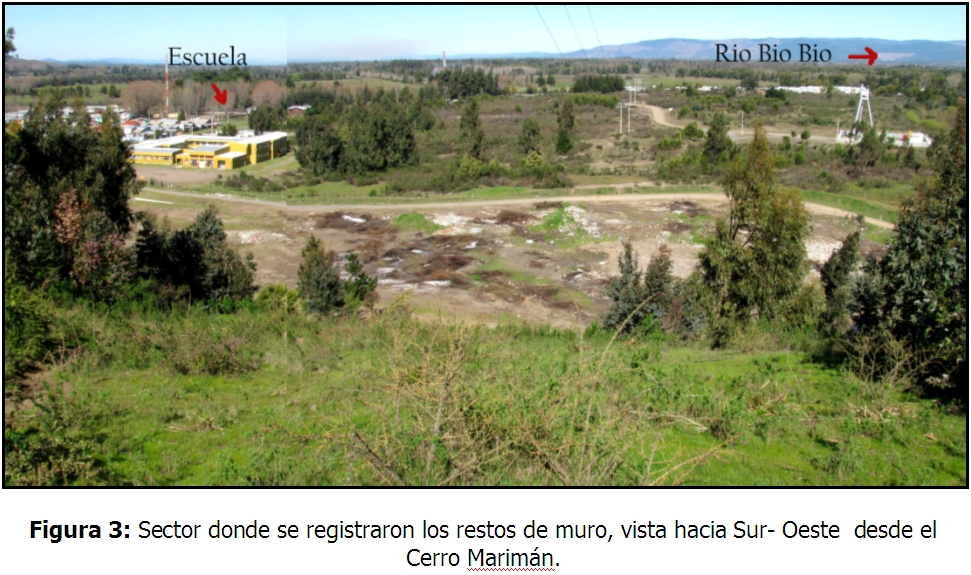

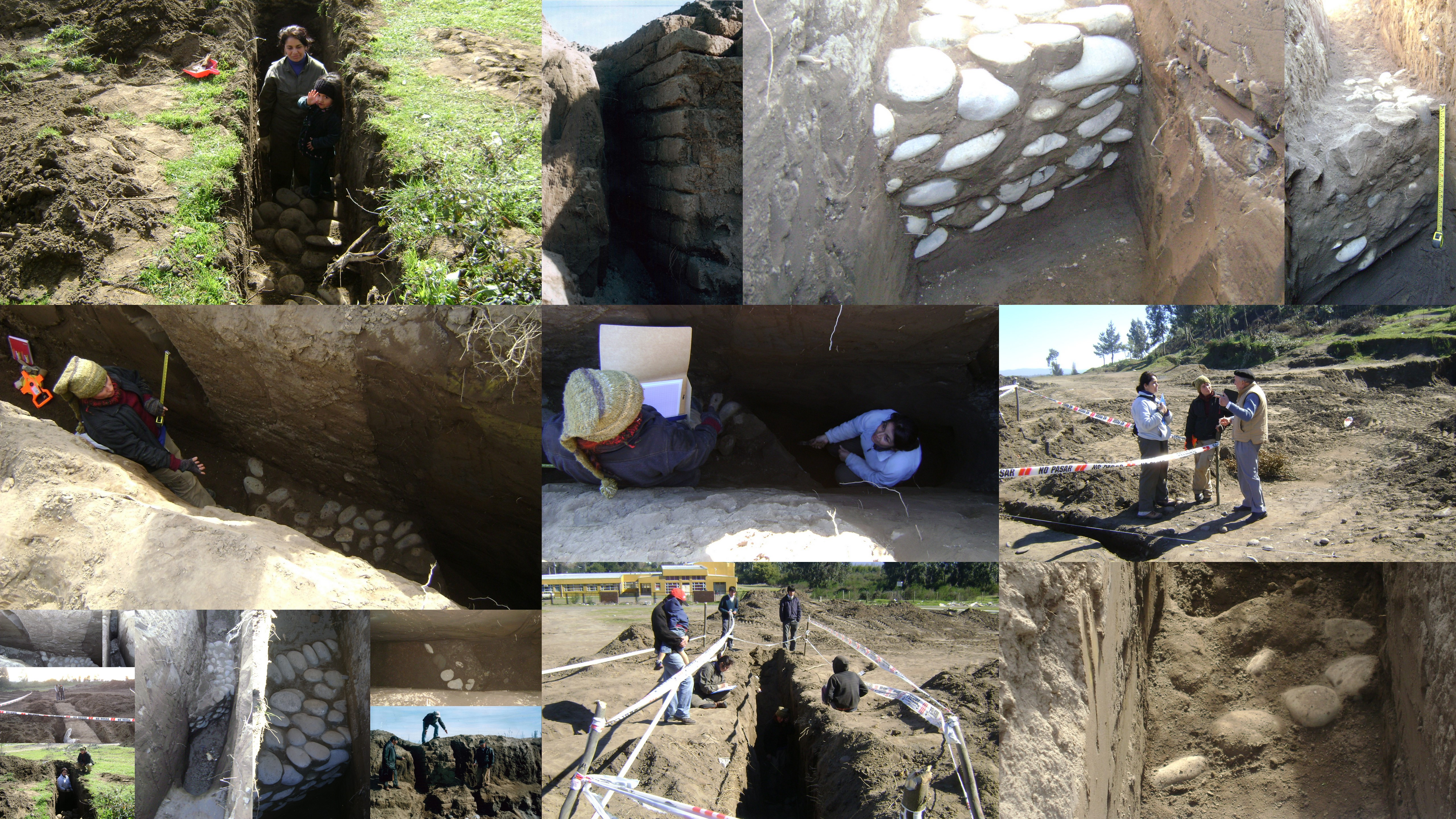
Muros de adobe con bases de bolones, enterrados en el sitio Monumento Arqueológico Fuerte de Negrete, protegido por el Consejo de Monumentos Nacionales de Chile según ley 17.288.

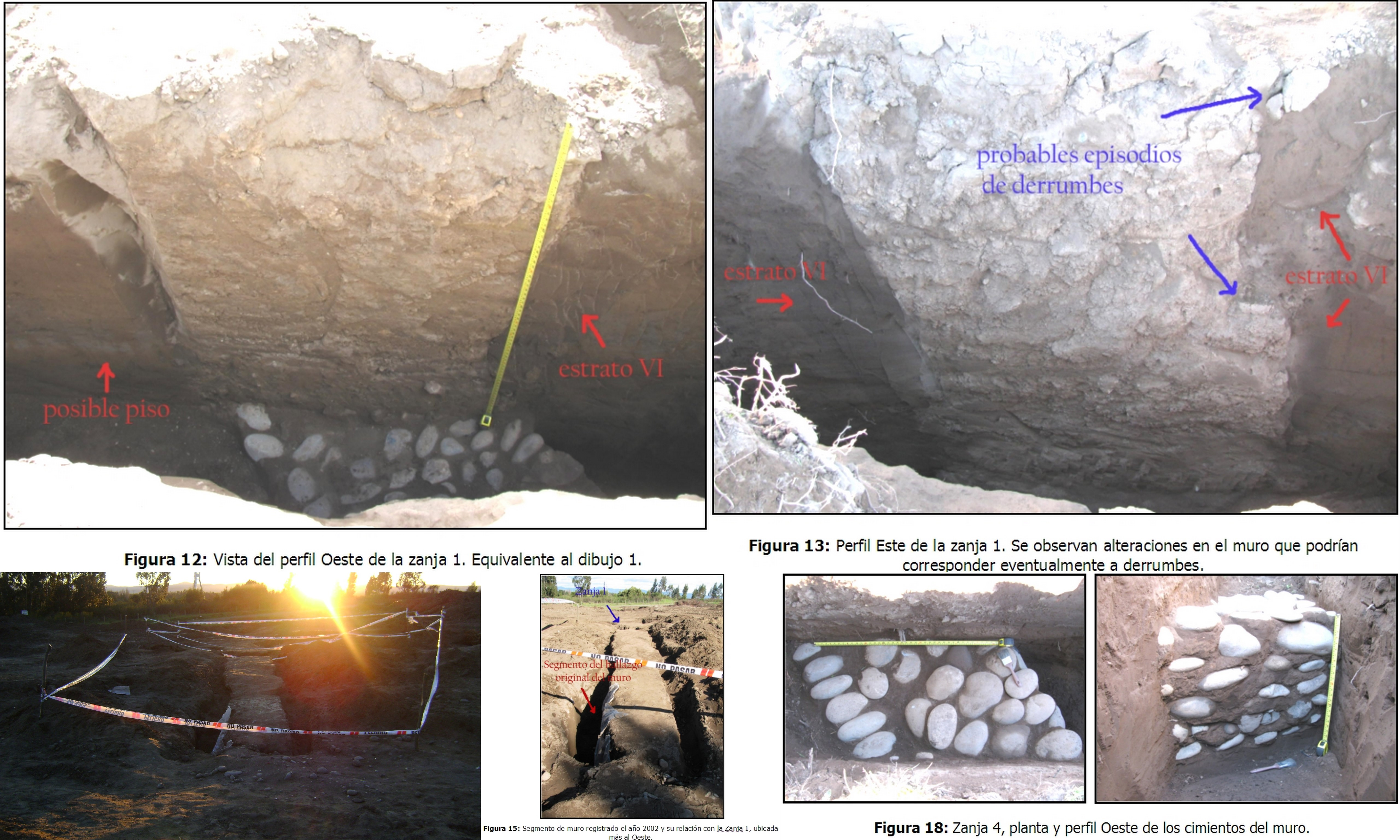
Muros de adobes con base de bolones enterrados en torno al cerro Mariman en el sitio Monumento Arqueológico Fuerte de Negrete, protegigos, según ley 17.288, por el Consejo de Monumentos Nacionales de Chile.

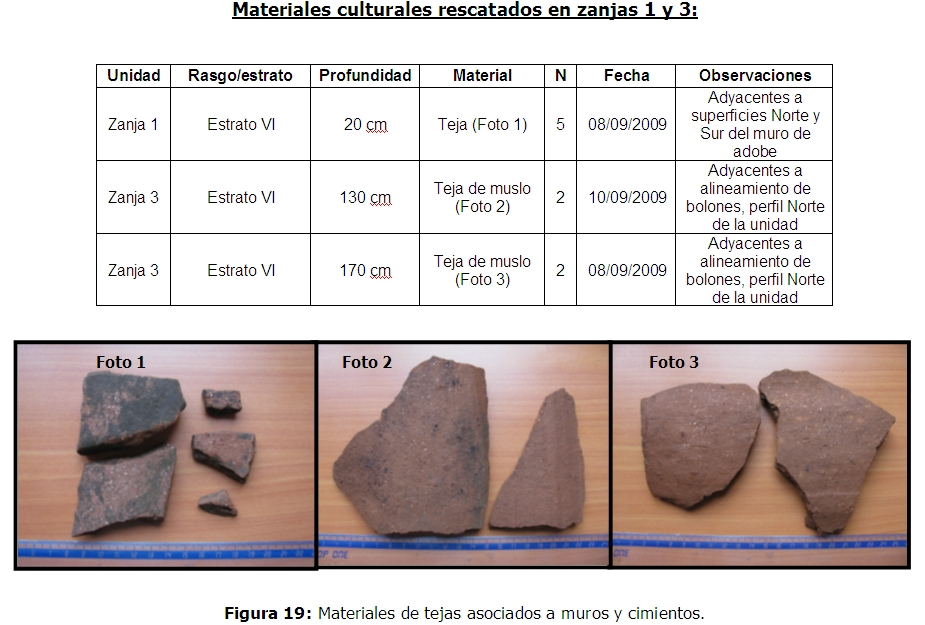
Materiales culturales (tejas o cerámicos) asociados a muros y cimientos, rescatados durante sondeos preliminares realizados por arqueólogas del Consejo de Monumentos Nacionales, en el sector oriental del sitio Monumento Arqueológico Fuerte de Negrete.

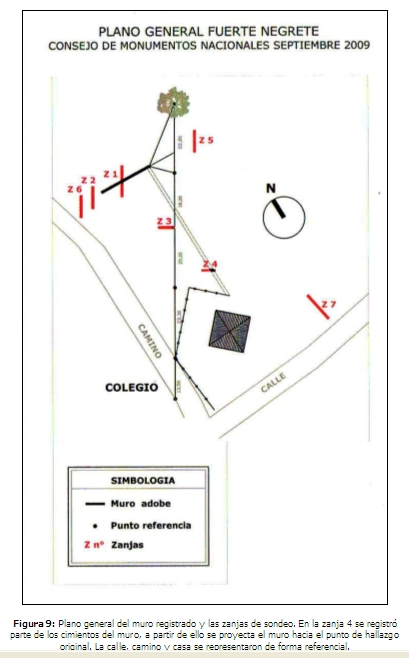

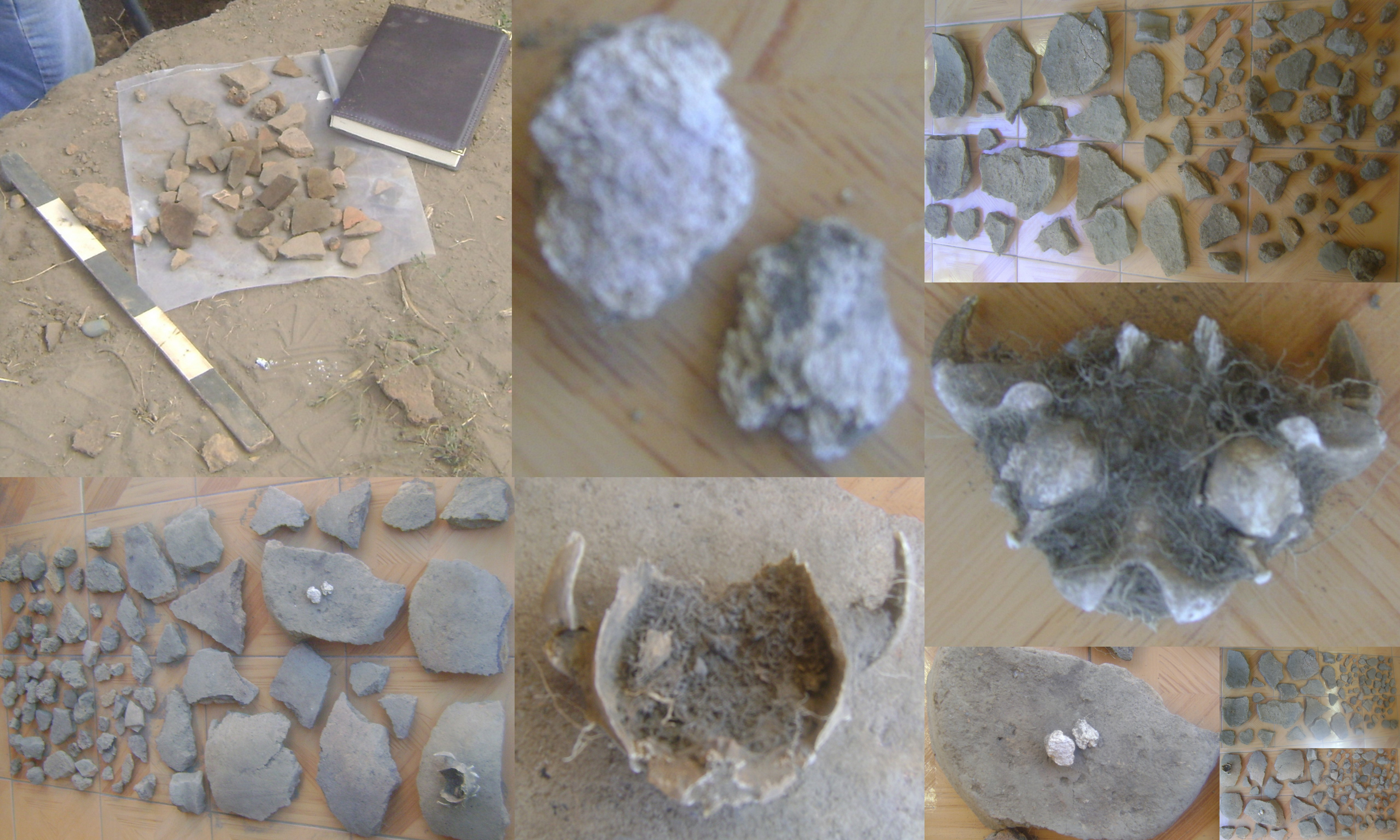
[//upload.wikimedia.org/wikipedia/commons/3/32/Restos_de_cantaros_ceramica_hueso_y_coprolito_hallados_el_20-2-2010_en_el_sitio_Monumento_Arqueologico_Fuerte_de_Negrete_y_llevados_el_26-2-2010_por_el_antropologo_Marcos_Sanchez_Aguilera_al_Museo_de_Historia_Natural_de_Concepcion.jpg Vestigios o restos de cántaros de cerámica, hueso y coprolito] hallados en el sitio Monumento Arqueológico Fuerte de Negrete; y llevados por el antropólogo Marco Sánchez Aguilera al Museo de Historia Natural de Concepción.

En el tomo 4 de la Colección de Historiadores de Chile y de documentos relativos a la historia nacional, en el apartado Vista general de las continuas guerras: difícil conquista del gran reino, provincias de Chile, escrito por el cronista Luis Tribaldos de Toledo y con una introducción de Diego Barros Arana; durante el segundo periodo de gobierno de Alonso García de Ramón, entre 1606 y 1607, se menciona: ...Labróse de adobes el fuerte de Jesús de nuevo con que se escusó el fuerte de Talcamávida, donde asistía la gente española que se pasó de esta parte a amparar los Caniaes.  Hízose de nuevo el fuerte de San Francisco de Borja en Negrete, en que se trocó el de San Jerónimo que estaba inútil.  Edificóse el fuerte de San Ignacio también de adobes, como el de San Francisco de Borja, para reducir a él los indios de Cayuhuanu; y en el Concepción se hizo un gran fuerte, ni más ni menos de adobes, porque el que allí había era de madera y palos maldolados; y base edificando por consiguiente de adobes una firme y recia plataforma para plantar en ella la artillería en defensa de aquel pueblo...
En el Diccionario Geográfico de la República de Chile, escrito por el abogado y senador Francisco Solano Astaburuaga Cienfuegos; se menciona: ...Negrete...Primitivamente fue un fuerte levantado con el nombre de San Francisco de Borja junto a la orilla sur del Duqueco y cercano a Mesamávida.  De este asiento lo trasladó con su guarnición en 1613 el Presidente Rivera a dicha colina, la que, del apellido de uno de los capitanes que vino con Valdivia, se denominaba ya cerro de Negrete...
En la Historia general del Reino de Chile, Flandes Indiano, escrita por el cronista y jesuita español Diego de Rosales y publicada por el político e historiador Benjamín Vicuña Mackenna, se menciona: ...Hizo también otras poblaciones este verano que le parecieron convenientes para defensa de nuestras tierras y de los indios amigos.  Y así pobló el fuerte de Negrete en el vado común que llaman de Negrete, sobre el río Biobio, por el camino que va a Angol, a fin de quitar aquel paso al enemigo y tener asegurado aquel vado.  Puso en el una compañía de infantería con el capitán don Diego Vélez Hurtado de Mendoza...
En la Historia general de Chile, escrita por el pedagogo, diplomático e historiador chileno Diego Barros Arana; en el gobierno de Francisco Lazo de la Vega y luego de la victoria española, el 13 de enero de 1631, en la batalla de Albarrada, se menciona: ...Pero el gobernador no quiso dejar pasar el verano sin acometer alguna otra empresa. El 20 de enero había reconcentrado una gran parte de su ejército en la ribera sur del Biobío, al pie del cerro de Negrete, donde los españoles habían tenido un fuerte, situado pocas leguas al oriente de la plaza de Nacimiento...
En Flandes indiano: las fortificaciones del Reino de Chile, 1541-1826, escrita por el historiador y arquitecto chileno, el padre benedictino Gabriel Guarda Geywitz, premio nacional de historia en 1984, se menciona:
- ...Emprendido un interesante plan de colonización por parte de Manuel de Amat, mientras desempeñó la presidencia del reino se fundaron en 1757, al amparo de sus respectivos fuertes, las villas de Santa Bárbara, Nacimiento, Talcamávida y Gualqui, disponiéndose otras dos en Negrete y Antuco, que aunque no tuvieron efecto fueron aprobadas por Real Orden de 24 de octubre de aquel año...
- ...Mesamávida.  Heredero del fuerte de Negrete – construido en 1613 junto al cerro del mismo nombre, trasladado por un tiempo a la cumbre y devuelto a su primitivo sitio en 1622 -, fue fundado por Ambrosio O’Higgins por orden del presidente Agustín de Jáuregui, con el título de su santo patrono, previo informe dirigido a la corte en 3 de octubre de 1777 y aprobado por Real Orden de 24 de marzo de 1778.  Su ubicación, en la confluencia del Biobío con el Duqueco, sobre una loma, permitía la defensa de aquel vado y el primer plano, en que se le suele llamar Belzamávida, manifiesta su planta triangular, con un frente de tierra flanqueado por dos medios baluartes, con foso y puente de tablones, y un baluarte en el ángulo opuesto, formado en el escarpe del cerro.  Los edificios interiores son un cuartel y un cuarto para el oficial, y almacén de víveres y pólvora.  Su guarnición se prevé de veinticinco hombres ‘con sus caballerías’, otro plano muestra su adaptación al terreno, con la consiguiente deformación del escarpe y del baluarte.  Posteriormente se le representa de planta cuadrada, con cuatro baluartes, describiéndose en 1793 como un hornabeque cortado con foso y escarpe; fue refaccionado en 1796, 1803 y 1805...
- ...NEGRETE. Título: S. Francisco de Borja.  Fuerte interior, provisional, fundado por Alonso de Ribera en 1613 en el lugar de Millapoa...

Posterior al desastre de Curalaba, el 23 de diciembre de 1598, que implicó el fin de la conquista y el comienzo de la colonia, el sacerdote jesuita Luis de Valdivia, propuso y se le aceptó un plan de Guerra Defensiva, y durante el gobierno de Pedro Osores de Ulloa, en 1622, cronistas e historiadores indican lo siguiente:
- En la Historia militar, civil y sagrada de Chile escrita por el cronista jesuita Miguel de Olivares; se menciona: ...Para proveer algún remedio a estos males y que los indios no pudiesen entrarse en nuestra casa sin ser vistos puso el gobernador una atalaya en Negrete, orilla meridional del Biobio, sobre un elevado cerro que tiene en su cumbre una clara fuente...
- En la Descripción histórico geográfica del Reino de Chile, escrita por el cronista y militar español Vicente Carvallo y Goyeneche; se menciona que: ...No acertaban en los medios de contener los progresos de Lientur, que desde la cima de los montes situados al mediodía de la línea, observaba los movimientos de los españoles, y con señales disponía y mandaba el pasaje por donde se había de dar el golpe. Para ocurrir de algún modo a este inconveniente, mandó el gobernador levantar un torreón en el cerro denominado Negrete, que tenía una bella plazeta con una abundante vertiente de agua.  Este fortín tenía la proporción de estar al frente de otro, situado al septentrión del Biobio, que corre a la vista de estos dos puntos...
- En la Historia física y política de Chile, escrita por el botánico y naturalista francés Claudio Gay; se menciona: ...En oposición a esta táctica, el gobernador usó de la misma, mandando construir sobre el cerro de Negrete un fortín con el nombre de Atalaya, desde el cual se descubrían igualmente los movimientos del enemigo, que no podía pasar el Biobio sin ser visto. Este cerro era tanto más ventajoso cuanto tenía un rico manantial de agua...

En el inicio de la Ocupación de la Araucanía (también llamado eufemísticamente, por varios autores, Pacificación de la Araucanía), plan propuesto por Cornelio Saavedra Rodríguez, se indica que él mismo ordenó la reconstrucción del Fuerte de Negrete el 12 de diciembre de 1861, durante el gobierno de José Joaquín Pérez:
- En Crónica de la Araucania: descubrimiento i conquista, pacificación definitiva i campaña de Villa-Rica (leyenda heroica de tres siglos) de Horacio Lara; y en Y así nació la frontera: conquista, guerra, ocupación, pacificación, 1550-1900 de Ricardo Ferrando Keun, se menciona sobre el Plan de Ocupación de la Araucanía de Cornelio Saavedra Rodríguez: ...Comandante Jeneral de Armas de Valparaíso, octubre 11 de 1861. Señor Ministro: Cumpliendo con lo ordenado por V. S. en la nota de 7 del actual, núm. 613, someto a la consideración del Supremo Gobierno las bases que a mi juicio deben servir para la reducción del territorio araucano i su incorporación al resto de la República. Esta esposicion no es más que la repetición de las multiplicadas conferencias que con S. E. el señor Presidente i con V.S. he tenido sobre el particular. Dispuesto como estoi a realizar el plan que propongo, espero solo la resolución del Supremo Gobierno, para abandonar este puesto i pasar a tomar el mando del ejército de operaciones de la frontera a fin de no retardar los trabajos, que creo oportuno iniciar en el próximo mes de noviembre. Dios guarde a V. S.  Cornelio Saavedra.  Al señor Ministro de Estado en el Departamento de la Guerra...
- En la Historia de la civilización de la Araucanía, escrita por el excombatiente de la Guerra del Pacífico, profesor normalista y rector del Liceo de Temuco, Tomas Guevara, se menciona: ...En vista de estas vacilaciones, Saavedra creyó que su renuncia de intendente y jefe militar se imponía, y al efecto, la hizo el 6 de diciembre del mismo año de 1861.  Mientras que se tomaba alguna resolución acerca de su renuncia, creyó que sería posible ejecutar una excursión hacia Negrete, como medida defensiva más que de conquista, pues se trataba de resguardar las cosechas de los agricultores del lado sur del Biobio, que corrían peligro de ser arrebatadas por los indios.  El batallón Buin Primero de Línea, una compañía de cazadores a caballo y un piquete de artilleros con dos piezas de montaña, ocuparon el día 12 de diciembre de 1861 el sitio en que estuvieron el pueblo y el fuerte que los indios habían destruido en 1859.  Inmediatamente ordenó la reconstrucción del último...
- En los Documentos relativos a la ocupación de Arauco que contienen los trabajos practicados desde 1861 hasta la fecha, del coronel, comandante general e inspector general del ejército de Chile Cornelio Saavedra Rodríguez, se menciona:
  - ...Reconstrucción de Negrete.  En nota fecha 13 de diciembre bajo el número 204, el comandante general da cuenta de haber ocupado el día anterior el antiguo fuerte de Negrete, y procedido a su reconstrucción, destacando con tal objeto el batallón Buin 1° de línea, una compañía de cazadores a caballo y un piquete de artillería para el servicio de dos piezas...
  - ...Preparados de antemano los elementos que debía poner en acción para internarme al territorio araucano con las fuerzas de mi mando, fui detenido en mi marcha en vista de las prevenciones hechas por V.S. en su nota número 694, fecha 8 de Noviembre, que me fue entregada el 15 del mismo mes.  Aunque me permití hacer a V.S. algunas observaciones por mi nota de 16 de dicho mes, a fin de llevar adelante el plan acordado anteriormente, el Supremo Gobierno resolvió no obstante por decreto de 27 de noviembre suspender las operaciones de la campaña, limitando estas únicamente a la seguridad de la provincia y reconstrucción de la fortaleza de Negrete.  El 14 de diciembre se dispuso igualmente la construcción de un nuevo fuerte al sur de la actual línea de frontera, en la confluencia de los ríos Bureo y Mulchén.  Cumpliendo con las últimas disposiciones supremas, se destacó, a finales de diciembre, el batallón Buin 1° de línea con un piquete de artillería y otro de caballería para la reconstrucción y defensa de la plaza de Negrete; y al batallón 4° de línea, una compañía del regimiento de cazadores a caballo y dos piezas de artillería para la ocupación y construcción de la nueva fortaleza de Mulchén.  Estos trabajos han sido ya realizados por las mismas fuerzas destacadas, con gran economía del erario nacional.  Cada una de estas plazas cuenta con un cómodo cuartel para alojar trescientos hombres, un cuerpo de guardia, una casa de pólvora, cuatro habitaciones para oficiales, anchos y profundos fosos, como obras de defensa, con divisiones para la seguridad de la caballada de la guarnición, y un pozo de agua potable en el cuartel de Mulchén.  Por los planos[4] que acompañó se impondrá V.S. de esos trabajos.  En la reconstrucción de Negrete se ha invertido la suma de 2789 pesos 93 cts., según las órdenes de pago libradas por V.S.  En la fortaleza de Mulchén se han gastado 1254 pesos 10 cts., librados por decretos supremos de 4 y 31 de Diciembre último.  A más de estos valores se ha hecho uso de una gran parte de las herramientas, clavazón, techos de fierro y otros artículos de construcción que se compraron en Valparaíso a la casa de los señores Vives y Cia., cuya factura importó 3962 pesos 78 cts.  Las ventajas obtenidas en la construcción de estas dos fortalezas no se han hecho esperar: la población de Negrete reducida a cenizas en 1859, y sus campos completamente desiertos y abandonados, ha hecho que vuelva, tanto a la población arruinada como a los campos, gran número de sus antiguos moradores, los que ya principian a entregarse a sus tareas agrícolas, construyéndose más de cien habitaciones en la población...
  - ...Negrete.-La fortaleza de Negrete se ha mejorado con una muralla de circunvalación en la parte exterior de los fosos, y sobre el cerro contiguo a la fortaleza se ha construido una pieza para un vigía, explanadas para cañones y un camino para facilitar su subida.  Los trabajos de que se ha hablado y otros menos importantes, han sido ejecutados casi en su totalidad por las guarniciones militares...
- En la Historia de Chile desde la prehistoria hasta 1891, escrita por el historiador, político y ensayista chileno Francisco Antonio Encina Armanet, premio nacional de literatura en 1955, se menciona:
  - ...Baste recordar que en 1858, la población civilizada establecida al sur del Biobío excedía de 14 000 almas, y que el pueblo de Negrete pasaba de 1500 habitantes, tenía mejores habitaciones que las aldeas del resto de la república, bodegas y, en la medida de la época y de su volumen, contaba con los servicios más indispensables dentro de la vida civilizada.  Durante la revolución de 1859, los araucanos redujeron a cenizas el pueblo de Negrete, se llevaron el ganado, arrasaron las sementeras, capturaron a las mujeres, asesinaron a los hombres, y los pocos habitantes que quedaron con vida, tuvieron que huir al norte del Biobío.  La obra laboriosamente realizada en diez años de ardua labor, desapareció en días, confirmando una vez más la experiencia secular de que, mientras el pueblo araucano conserva su poder militar, la civilización no podía asentar pie en la zona comprendida entre el Biobío y el Toltén.  Misiones y parlamentos, castigos y halagos, eran absolutamente ineficaces.  Las expresiones militares se resolvían en gastos y sacrificios cuyos únicos resultados eran incendiar la ruca que el mapuche rehacía al día siguiente, quitarle ganados que en la primavera siguiente una correría por las pampas le devolvía cuadruplicados, y destruir sementeras, que no eran indispensables para su subsistencia...
  - ...El consejo de ministros acordó poner en ejecución el plan de Saavedra en la primavera de 1862.  El avance de la frontera al Malleco (1862-1863).  El primer renglón del plan de Saavedra era el avance de la frontera hasta el Malleco, línea más fácil de defender que la del Biobío, porque sus barrancos escarpados sólo tenían en esa fecha cinco o seis pasos, y que dejaba protegidas por los fuertes, muchos miles de hectáreas de suelos de fácil cultivo.  El 12 de diciembre de 1862, Saavedra inició la reconstrucción de Negrete y en el verano de 1863 quedaba la plaza con cuartel para 300 hombres, casa de pólvora, habitaciones para oficiales, pozo, etc., etc., con un gasto de $ 2789,93...

Cuando en 1631 el gobernador Francisco Laso de la Vega concentró sus fuerzas a los pies del "Cerro Negrete", posiblemente el actual Cerro Marimán (donde existe, además, una cueva, al lado poniente, de unos 30 metros de profundidad horizontal y más de 3 metros de alto), el fuerte ya aparece en las crónicas como algo del pasado. Diego Barros Arana dice: "El 20 de enero había reconcentrado una gran parte de su ejército en la ribera sur del Biobío, al pie del cerro de Negrete, donde los españoles habían tenido un fuerte, situado pocas leguas al oriente de la plaza de Nacimiento".
En un mapa de 1777 aparece una villa llamada Negrete ubicada a unos 10 km al NE del emplazamiento actual del pueblo, en las inmediaciones de la confluencia del Río Biobío y el Río Duqueco, más allá la ribera norte de este último caudal.
En la mapoteca del Archivo Nacional de Chile se encuentra un croquis del cacicazgo o cacicato de Negrete y Bureo, hecho por Tirso Rodríguez según datos de 1856 y caligrafiado en 1871.

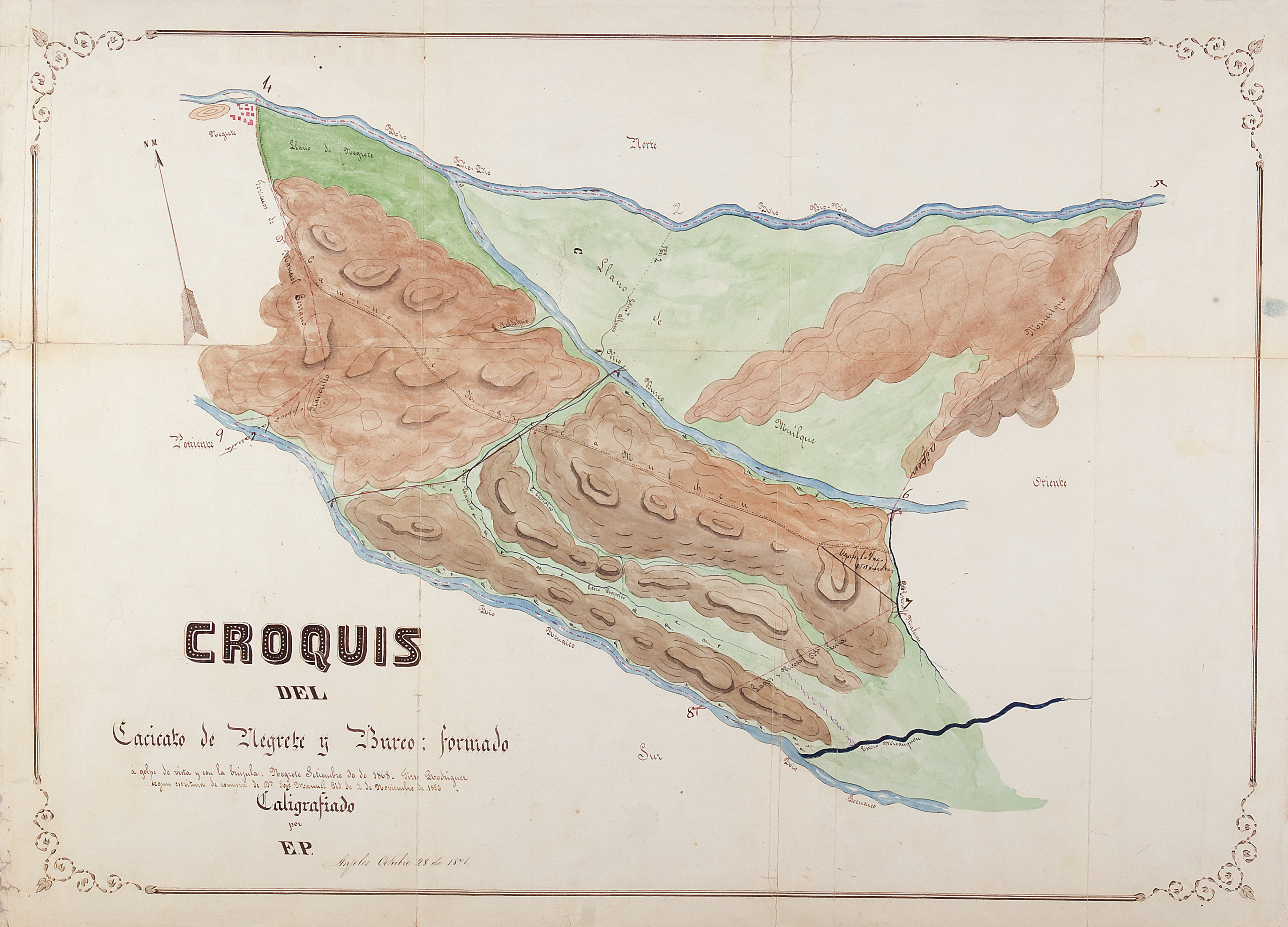
[//upload.wikimedia.org/wikipedia/commons/7/72/Croquis_del_cacicato_de_Negrete_y_Bureo%2C_1871%2C_de_Tirso_Rodriguez_y_encontrado_en_la_Mapoteca_del_Archivo_Nacional.jpg Croquis del cacicato de Negrete y Bureo], 1871, hecho por Tirso Rodríguez y encontrado en la mapoteca del Archivo Nacional de Chile.

Además, de la abundante evidencia histórica registrada por cronistas e historiadores, respecto del fuerte de Negrete San Francisco de Borja, existe un cañón, como mudo testigo material del fuerte, en la plaza de armas de Negrete, que fue trasladado desde el cerro Marimán (de acuerdo a lo indicado por el profesor de castellano y poeta de Negrete Boris Beratto, quien, además, propuso que el pasaje Francisco de Borja y villa El Fuerte llevaran tales nombres en rememoración del histórico fuerte), donde hubo un torreón que servía de atalaya, y que sería parte de la fortaleza de Negrete. Además, existe evidencia histórica de su existencia, según se puede leer en el acta del Parlamento de Negrete de 1803, donde se menciona lo siguiente: "...a las seis de la mañana se verificase la apertura del Parlamento General, en la ramada destinada a este efecto, cuya hora se anunciaría por un cañonazo como aviso general para todos..." y "...guardarían escrupulosamente los tratados y consejos de este Parlamento y del anterior, lo que verificado con el mayor decoro y general alegría de los cuatro Butalmapus, se hizo la salva de quince cañonazos...". También, en los faldeos del cerro Mariman, en septiembre de 2002, el escultor y artesano mapuche de Negrete Osvaldo Lipin Llancamán, hizo un hallazgo de vestigios de un muro de adobes que pudo ser parte del histórico fuerte.
El 8 de enero de 2009, dicho muro, la cueva (similar a las Cuevas de los Patriotas, al lado del Fuerte Santa Bárbara, en la isla Robinson Crusoe del archipiélago Juan Fernández, que fue reconstruido en 1974 y declarado Monumento Histórico en 1979) y la cima del cerro, fueron visitados, explorados, medidos y georeferenciados por la arqueóloga Claudia Prado Berlien, funcionaria encargada de la Comisión de Patrimonio Arqueológico del Consejo de Monumentos Nacionales dependiente del Ministerio de Educación.  De dicha visita y lo acordado quedó constancia en el punto 452 (página 130) del acta de la sesión ordinaria del Consejo de Monumentos Nacionales, realizada el Miércoles 18 de marzo de 2009.
En el documento, ordinario número 3293-09, emanado desde el Consejo de Monumentos Nacionales a la Municipalidad de Negrete, fechado Santiago, 4 de agosto de 2009, se notifica y declara Monumento Nacional en la categoría de Monumento Arqueológico los restos de muros enterrados al lado del cerro Marimán de Negrete, según el artículo 21 de la Ley 17.288 de Monumentos Nacionales, el cual establece que: “Por el solo ministerio de la ley, son Monumentos Arqueológicos de propiedad del Estado los lugares, ruinas, yacimientos y piezas antropo-arqueológicas que existan sobre o bajo la superficie del territorio nacional. Para los efectos de la presente ley quedan comprendidas también las piezas paleontológicas y los lugares donde se hallaren.”;  y cuya declaración implica la protección del sitio.  Se adjunta con dicho ordinario el informe de la visita explorativa realizada, el 8 de enero de 2009, por la arqueóloga Claudia Prado Berlien, al sitio del hallazgo de muros enterrados que pudieron ser parte del fuerte de Negrete.
Entre los días lunes 7 y viernes 11 de septiembre de 2009, las arqueólogas, del Consejo de Monumentos Nacionales, Marcela Becerra Reyes e Itací Correa Girrulat, visitaron, sondearon, exploraron y midieron parte del sitio Monumento Arqueológico de Negrete, junto al cerro Marimán, para delimitar su perímetro y definir un mapa por el Oriente, y así ubicar el plano del gimnasio que requiere construir la municipalidad en el entorno de dicho sitio.  Sin embargo, dicha construcción o cualquier construcción en el entorno del emplazamiento del sitio arqueológico, protegido por ley, debe realizarse con la supervisión de un arqueólogo.  En tal sondeo y exploración, las arqueólogas encontraron muros de adobe con base de bolones, enterrados; y restos de tejas o cerámicos cercanos a la base de uno de tales muros, midieron, demarcaron; y el último día dejaron tapado con tierra, previa colocación de malla Raschel para así cubrir y proteger parte de los muros de adobes y sus bases de bolones, desenterrados temporalmente.  Además, visitaron y exploraron la cueva del cerro Marimán que pudo ser polvorín del fuerte, la cima del cerro Marimán, y el estanque del cerro Marimán, ubicado por el lado opuesto a la cueva del mismo cerro.  Se enviará a la municipalidad un informe de la visita de sondeo, exploración, medición y delimitación del perímetro al Oriente del sitio, así como también se solicitará, a la misma, que instale un letrero que identifique al sitio como Monumento Arqueológico Nacional, mientras alguna organización o institución pública y/o privada lleve a cabo un proyecto de investigación arqueológico, financiado con fondos públicos (FONDART, FNDR, MOP) y/o privados (empresas o bancos tales como el BID).  De dicha visita y lo acordado quedó constancia en el punto 203 (página 71) del acta de la sesión ordinaria del Consejo de Monumentos Nacionales, realizada el Miércoles 14 de octubre de 2009.
El 19 de octubre de 2009, el Consejo de Monumentos Nacionales remite a la Municipalidad de Negrete, el ordinario 4376-09 con el informe de terreno y la evaluación preliminar del Sitio Monumento Arqueológico Fuerte de Negrete y las bases técnicas para su caracterización.
El 26 de febrero de 2010, el antropólogo Marco Sánchez Aguilera, en su calidad de Visitador del Consejo de Monumentos Nacionales para la región del Bio-Bio, visitó y exploró el sitio Monumento Arqueológico Fuerte de Negrete, donde, el Sábado 20 de febrero de 2010, se realizó un hallazgo de vestigios o restos de cántaros de cerámica, hueso y coprolito que fueron llevados por dicho antropólogo, el Viernes 26 de febrero de 2010, al Museo de Historia Natural de Concepción, del cual es su director.

### Parlamento de 1726
En 1726, por orden del gobernador Gabriel Cano y Aponte se realizó un parlemento con los loncos mapuches en Negrete, en el que se acordó el fin de la Rebelión Mapuche de 1723 y realizar 3 o 4 ferias anuales para intercambio de productos entre ambos bandos.

### Parlamento de 1771
Contrariando a los veteranos de la guerra, el brigadier Francisco Javier de Morales y Castejón de Arrollo convocó en febrero de 1771 a un nuevo parlamento en Negrete, los indígenas al mando del cacique Lebián aceptaron la paz con una altanería y soberbia que enardecieron los ánimos de los colonos españoles.

### Parlamento de 1793

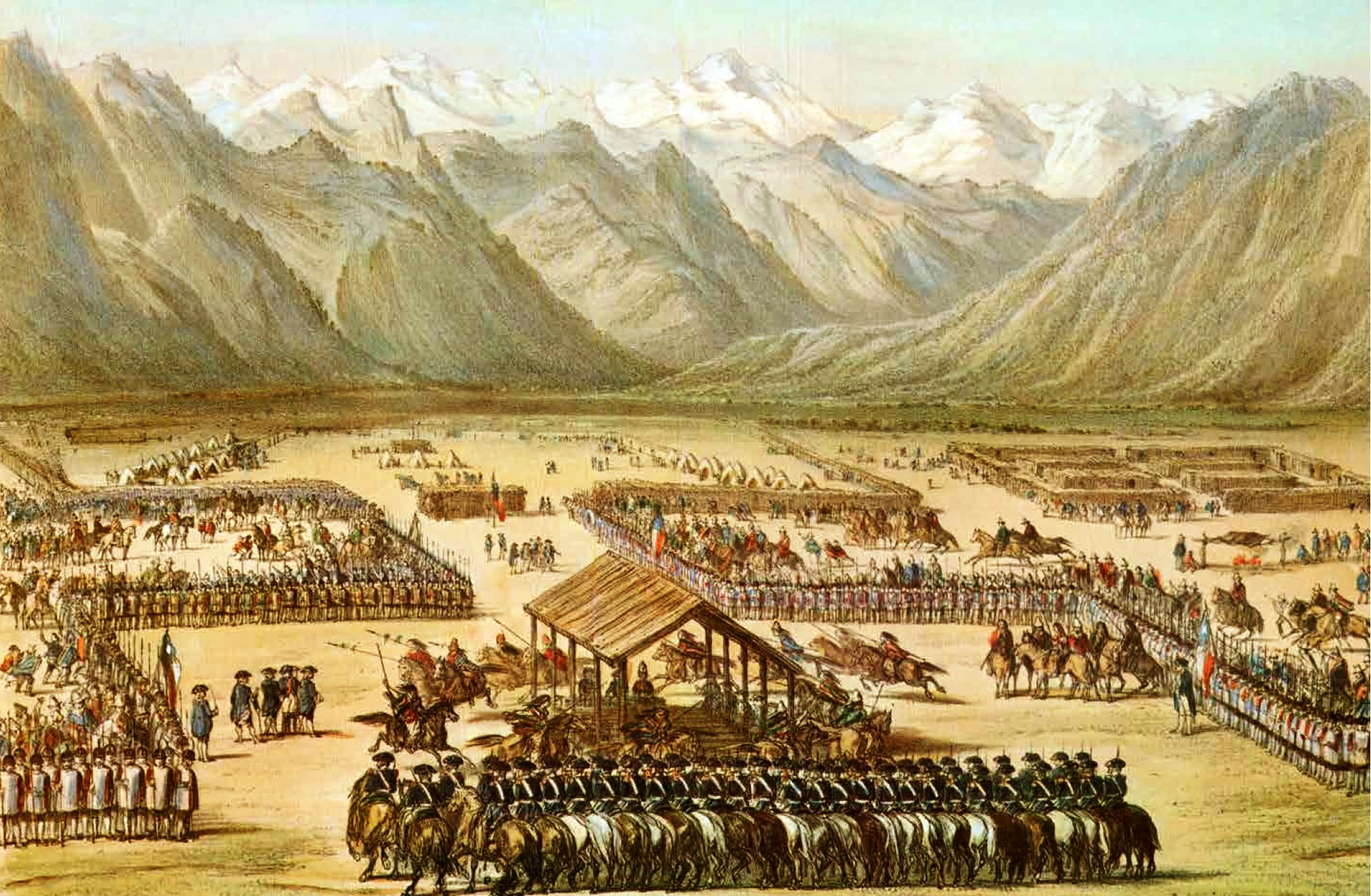
Parlamento de Negrete de 1793.

Parlamento organizado por Ambrosio O'Higgins en 1793. Fue el más solemne y costoso de cuantos se realizaron entre indios y españoles.
- Relato con dioramas sobre el parlamento de Negrete. Archivado el 17 de abril de 2014 en Wayback Machine.

### Parlamento de 1803
El 3 de marzo de 1803 se inició en Negrete el último de los parlamentos con los que españoles y mapuches solemnizaron sus paces durante el período colonial. Se realizó por iniciativa del gobernador Luis Muñoz de Guzmán. Asistieron 3500 mapuches, presididos por 239 loncos, mientras que por el lado español se congregaron 1.200 soldados de línea y milicianos.
El representante de los españoles fue el brigadier Pedro Quijada, por los mapuches, el encargado de recoger las contestaciones de los cuatro butalmapus fue el lonco de Angol Francisco Curinagüel.
El parlamento de 1803 consideraba el libre comercio entre ambos bandos, promesas de paz y una alianza defesiva, que efectivamente se llevó a la práctica durante la Independencia, cuando los mapuches lucharon contra los patriotas y a favor de España.
En el libro "Nahuelbuta" del historiador jesuita Mariano José Campos Menchaca, con un Preliminar del jurista e historiador chileno Fernando Campos Harriet y Premio Nacional de Historia en 1988, se menciona que:
- (…) En 1803, el gobernador Luis Muñoz de Guzmán celebró con los mapuches un parlamento más, se tuvo como varios de los anteriores, en los llanos de Negrete, lindos llanos entre los ríos Bio-Bio. Renaico y Vergara.  Una vez más se reconoció en él la independencia de los mapuches en sus tierras, al sur de la Frontera (…)

En el tomo XI de la "Historia General de Chile", escrita por el pedagogo, diplomático e historiador chileno Diego Barros Arana, se menciona:
- (...) En otra parte hemos descrito sumariamente aquel parlamento celebrado en el campo de Negrete el 3 de marzo de 1803 (véase el §7, cap.XXII, parte V, de esta Historia).  Don Bernardo O'Higgins, que no poseía título alguno civil ni militar, asistió a él movido por la curiosidad natural de ver una fiesta de esa especie y de conocer a los indios, cuyos mayores estaban revestidos de tanto prestigio en los libros que había leído sobre la historia de Chile.  Allí fue presentado a los caciques ancianos como el hijo del célebre personaje que por sus actos militares y administrativos se había conquistado veinte años antes un gran renombre en la frontera, y dejado entre los españoles y entre los bárbaros un recuerdo que se conservó por mucho tiempo más.  La vista de las tropas de la frontera, compuestas casi en su totalidad de soldados chilenos, y de los milicianos reunidos en aquel campo, mal armados y peor vestidos, pero fuertes y vigorosos, hizo nacer en el espíritu de O'Higgins, según refería más tarde, la convicción de que sobre esa base podría formarse en un día no lejano el ejército que había de conquistar la independencia de la patria.(...)

### Independencia y Guerra a Muerte
En 1819 Negrete era un puesto de balseo de los patriotas. Avisado el comandante Isaac Thompson de que los mapuches se acercaban al lugar con la intención de destruir las embarcaciones, despachó 50 fusileros a impedirlo bajo el mando del capitán Ramón Romero. En la mañana del 22 de febrero la partida fue sorprendida. Los pocos que pudieron escapar llegaron a Los Ángeles lastimados por las lanzas de sus enemigos.
El 20 de abril de 1820 cruzó por el vado de Negrete el guerrillero realista Vicente Benavides, quien había emprendido la retirada tras no lograr rendir al general Alcázar en Los Ángeles.
Revisar el texto de lo tratado, entre chilenos y mapuches, en el Parlamento de Tapihue (1825).

### Negrete republicano
Tras la Independencia, en la década de 1830s la única posición de la naciente República Chilena al sur del Biobío era Negrete.
En 1854 Negrete era un destacamento conformado por algunas tropas del Regimiento 2º de Línea. 
Por 1857 el puesto podía ser descrito así: 
"Adelantado sobre la tierra de los indios, existía el punto fortificado de Negrete, mero vijía i puesto de avanzada, con una pieza de artillería i los pertrechos correspondientes".
Según el cronista Horacio Lara, entonces Negrete estaba poblado por más de 1.500 civiles, además de unos 14 mil campesinos avecindados en los alrededores.
En 1859, un alzamiento liberal, dirigido por revolucionarios de Concepción como Bernardino Pradel, logró concitar el apoyo de los mapuches de la zona, liderados por Manguin Huenu. El 22 de febrero de ese año el puesto de Negrete fue atacado:
"...se divisaba desde Nacimiento una colosal humareda que cubría el espacio por el lado del Bureo: era la villa de Negrete que ardía. Los araucanos, unidos arribanos i llanistas de Angol i Los Sauces, entraron a ella a saco, e instigados por el chileno José Solano, titulado oficial, prendieron fuego a las casas".
Al verano siguiente, el 19 de febrero de 1860, Negrete era una guarnición compuesta por 150 infantes y 40 cazadores a caballo, mandada por el teniente coronel graduado del 3º de Línea don Luis Felipe Campillo. Ese día se presentaron ante la plaza 2.000 mapuches secundados por algunos chilenos, que comenzaron a asaltar el recinto. La guarnición, parapetada convenientemente, logró repeler el ataque. El presidente Manuel Montt felicitó a los defensores por su desempeño.
Aunque la villa, como se puede apreciar, estaba habitada desde hace tiempo, Negrete fue refundado formalmente el 12 de diciembre de 1861 como parte de la política de asentamiento desarrollada por el Estado de Chile, durante el primer periodo de la llamada Pacificación de la Araucanía, que como estrategia se decidió a partir de los sucesos de 1859.
La llegada del ferrocarril a la zona, en 1874, consolidó definitivamente la dominación chilena del territorio. Desde 1882 se comenzaron a entregar algunos "títulos de merced" reconociendo tierras a pobladores mapuches. Sólo se entregaron 4 títulos entre Mulchén y Renaico (1900 ha en total), por lo que se comprenderá que casi todas las comunidades indígenas de Negrete simplemente desaparecieron por entonces, producto de la presión colonizadora.
La municipalidad de Negrete comenzó a funcionar en mayo de 1939, siendo su primer alcalde don Joaquín Mardones Bissig Archivado el 15 de octubre de 2007 en Wayback Machine., quien además fue diputado por el Partido Conservador, entre 1941 y 1945. También, Manuel Edmundo Moller Bordeu, fue alcalde de Negrete y Nacimiento, y luego diputado por el Partido Radical, entre 1949 y 1953, mientras que su hermano, Alberto Moller Bordeu, fue regidor de Negrete, además de diputado y senador, por el Partido Radical. Otros alcaldes de Negrete, que "Algo Habrán Hecho por la Historia de Negrete", fueron: Joaquin Díaz Garcés, Enrique Carrillo, Alfredo Hickmann Manríquez (DC), José Sáez Riquelme (PR), Pedro Segundo González Castillo (PC), Santiago Stuardo San Martín (PR), Abrahán Varas Silva (designado por dictadura militar), Juan Luis Edwards Moller (designado por Dictadura militar), Rufino Iturrate Reyes (designado por dictadura militar), Teodosio Sandoval Sandoval (designado por dictadura militar), Hugo Pinto Bustos (designado por dictadura militar), Hernán Andrés Godoy Díaz (designado por dictadura militar), Mario Julio Carrasco Rimassa (designado por dictadura militar), Odeth Hidalgo Grimaldi (designada por dictadura militar), Rosa María Ruth Ruth (designada por dictadura militar), Teodosio Sandoval Sandoval (PN), Luis Salamanca Alarcón (DC, falleció antes de asumir), Oscar Burgos Vidal (UDI), Edwin Von Jentschyk Cruz (PS), Javier Melo Márquez (PPD).
- También puede revisar más información sobre Negrete desde este blog; donde también se publica un catálogo de más de 15 mil archivos digitales (libros, audiolibros, videolibros, videos y/o documentos) de la Biblioteca Virtual RAE de Negrete, instalados en distintos puntos (escuelas, liceos y juntas de vecinos) para su uso y acceso gratuito para la comunidad; y en constante actualización y crecimiento colaborativo y cooperativo.

## Geografía
La comuna de Negrete ocupa una zona de la Depresión Intermedia de Chile, delimitada, a grandes rasgos, por los ríos Biobío al norte, Vergara al oeste y Renaico al Sur. La topografía es más bien plana, salvo algunas lomas y cerros en los extremos Este y Noroeste de la comuna.
La zona norte de la comuna es cruzada por el Canal Bio-Bio Negrete, que corre paralelo al río, desaguando en él a la altura de Coihue. En el sector occidental se encuentra el Estero Pozuel, que desagua en el Río Vergara. En tanto que el extremo oriental, el Estero Rapelco desemboca en el Río Bureo.
- Vea un mapa aéreo de Negrete y su geografía.
- Vea mapa de Negrete en OpenStreetMap, donde se indican las calles y partes del sitio arqueológico fuerte de Negrete en el entorno del cerro Marimán.
- Elaborar o buscar mapas, de la comuna de Negrete, en el Sistema Integrado de Información Territorial de la Biblioteca del Congreso Nacional.
- Revise el pronóstico del tiempo para Negrete, según información meteorológica proporcionada por AccuWeather.
- Negrete, y su entorno, visto desde la cumbre del cerro Marimán, 1 de 2.
- Negrete, y su entorno, visto desde la cumbre del cerro Marimán, 2 de 2.
- Cerro Marimán de Negrete, y su entorno, visto desde un bote que navega el río Bio-Bio, 1 de 2.
- Cerro Marimán de Negrete, y su entorno, visto desde un bote que navega el río Bio-Bio, 2 de 2.
- Negrete, su historia y hallazgo de lo que pudo ser el histórico "Fuerte de Negrete San Francisco de Borja".
- La cueva del cerro Marimán de Negrete, junto al río Bio-Bio.
- Estanque en el cerro Marimán de Negrete.

### Sectores y localidades
La comuna se puede dividir en 3 grandes sectores, que corresponden a las 3 mayores localidades:
- Negrete: La capital comunal y su área circundante. Ocupa el tercio NE de la comuna. Concentra el 78,45 % del total de las viviendas urbanas de la comuna.
- Coihue: Incluye el segundo centro poblado, puerta de entrada a la comuna, y su área circundante. Ocupa el tercio NO de la comuna. El pueblo y estación de Coihue, junto al extremo sur del puente ferroviario del Biobío, es el nudo ferroviario y caminero de la comuna. Cuenta con una posta rural.
- Rihue: El tercio Sur de la comuna que lleva el nombre de la localidad homónima. Área cercana al Río Renaico, es la más aislada y rural de la comuna. Cuenta con una posta rural.

Las localidades menores de la comuna son:

#### Sector Negrete
- El Agro, (ex-Casas de Renaico)
- Arturo Prat, (ex-Negrete Sur)
- Miraflores,
- Esperanza Campesina, (exhacienda Negrete)
- Marimán,
- La Piedra, (exhacienda Negrete)
- Viña Veranda y casa de huéspedes, de Viñedos y Bodegas CORPORA S.A., en el fundo Santa Ana (antes Huertos de Negrete S.A.)
- Espiga de Oro.
- Santa Rosa,
- Ribera del Biobío.

#### Sector Coihue
- Santa Amelia,
- El Consuelo,
- Fundo Coihue Sur,
- Fundo Coihue Norte,
- El Sauce.

#### Sector Rihue
- Rihue,
- Fundo Rihue,
- Graneros,(ex Haras Renaico)
- Pichi- Renaico,
- Vaquería,
- Población Guacolda,
- Fundo Invernada.

### Puntos de interés
- Hacienda de Negrete: En ella se practica el rodeo chileno (Club de Rodeo Chileno Edmundo Moller Bordeu).
- Puente Ferroviario Biobío en Coihue.
- Cerro Marimán (llamado Niñe por los mapuches y luego cerro Negrete en memoria de los conquistadores españoles Juan Negrete o Francisco Gil Negrete cuyo alias era Egidio Negrete), en el extremo Noroeste del pueblo de Negrete, es un centro recreativo. Fue la defensa natural en que se apoyaban los antiguos fuertes españoles y chilenos.
- Complejo turístico Camping Malleco.
- Espigones de encause del río Bio-Bio, construidos por el Ministerio de Obras Públicas, para proteger de la socavación la ribera de la comuna de Negrete.
- Hotel la Turbina, ubicado en el sector Coihue, en la rivera sur del río Bío-Bío, justo en la intersección del camino Los Ángeles-Nacimiento-Concepción con el Camino de la Madera.

## Imágenes

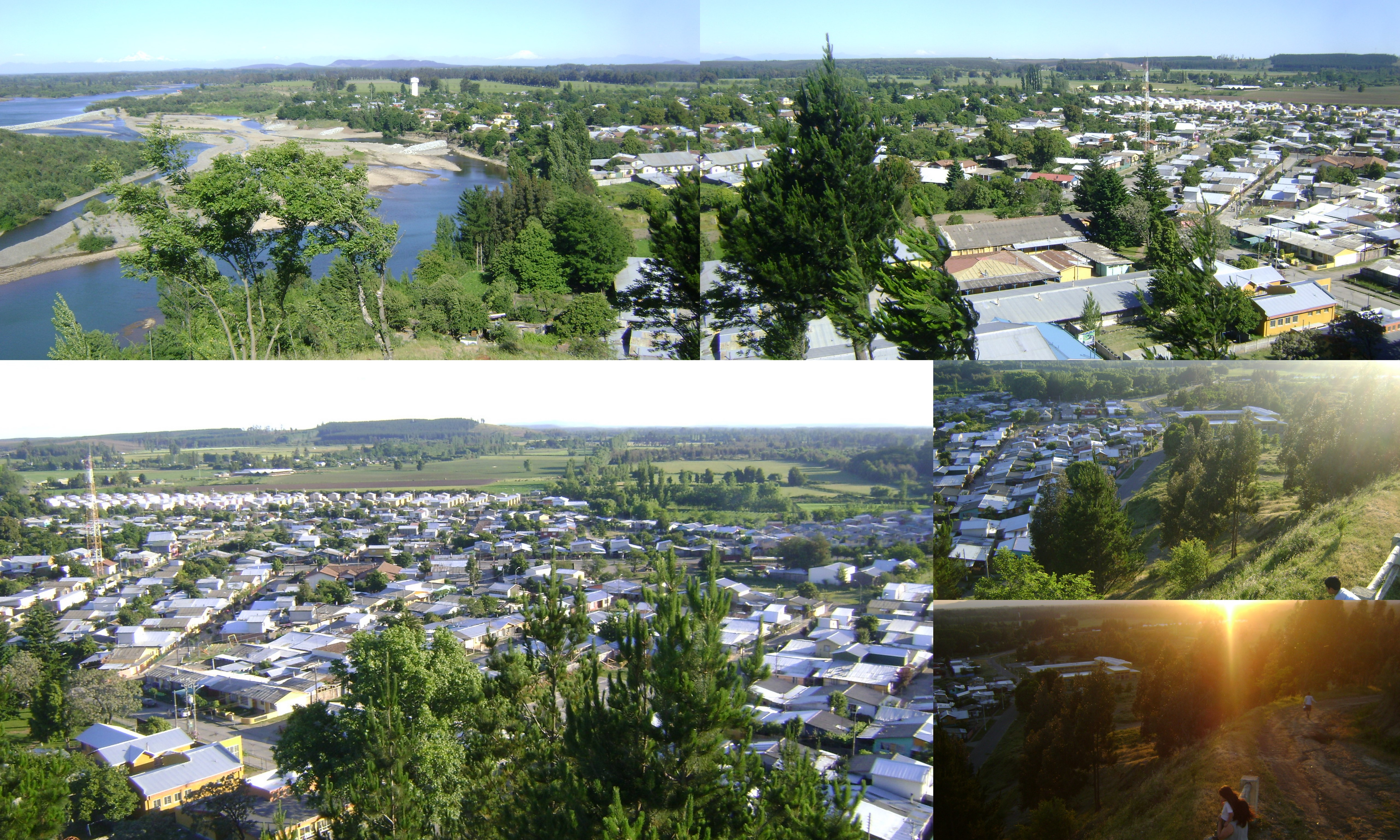
[//upload.wikimedia.org/wikipedia/commons/a/a8/Negrete_junto_al_rio_Bio-Bio_visto_desde_la_cima_del_cerro_Mariman.jpg Negrete, junto al río Bio-Bio, visto desde la cima del cerro Mariman.

## Transporte

### Ferrocarril
La extensión de los ferrocarriles, a finales del siglo XIX, jugó un rol muy importante en el desarrollo de la comuna. Por ella cruza, en sentido Norte-Sur (pueblos de Coihue y Rihue), el ferrocarril longitudinal que conecta Santiago con Temuco (antiguamente con Puerto Montt). 
La estación de Coihue es detención del Servicio Regional Talcahuano-Renaico y del Servicio Largo Recorrido EFE Temuco. 
De la misma de la estación de Coihue, se proyectan los viejos ramales que conectaban la red central con Nacimiento (al oeste) y Mulchén (al Este). El ramal Coihue - Mulchén pasaba por la cabecera comunal, Negrete, donde contaba con la Estación Negrete. Ambas vías no cuentan con servicios regulares de pasajeros y el ramal a Nacimiento es usado para carga.

### Ruta 180
Las principal conexón caminera de la comuna es la llamada Ruta 180 (asfaltada), que cruza el territorio comunal en sentido Norte-Sur, pasando por Coihue. Hacia el norte lleva a Los Ángeles, donde hay conexión con la Panamericana. Hacia el Sur, la Ruta 180 lleva a Angol.

### Camino Q-80
De Negrete al Oriente se extiende el camino Q-80 (ripiado), que conecta la comuna con Mulchén.

### Ruta de la Madera
Desde Coihue se extiende al Poniente la ruta Q-40-O (asfaltada) que comunica la Ruta 180, con Nacimiento, Santa Juana y Concepción.

### Distancia
Las distancias desde la ciudad de Negrete son:
- Concepción:120 km.
- Los Ángeles: 36 km.
- Angol: 37 km.
- Mulchén: 29 km.
- Renaico: 16 km
- Nacimiento: 16 km
- Coihue: 8 km.
- Rihue: 8 km.

### Conexión aérea
La pista habilitada más cercana a la comuna se encuentra en la vecina comuna de Nacimiento: el aeródromo El Huinga.

## Administración
El presupuesto comunal alcanza los $1 063 328 000 (2005), lo que implica un presupuesto municipal por habitante de $119 880, bastante menor que los $141 870 per cápita del promedio de las municpalidades chilenas. 
Negrete pertenece al Distrito Electoral N.º 21 y la 13ª Circunscripción Senatorial (Biobío Cordillera). Es representada en la Cámara de Diputados del Congreso Nacional por los diputados Clara Sagardia Cabezas, Cristóbal Urruticoechea Ríos, Flor Weisse Novoa, Joanna Pérez Olea, Karen Medina Vásquez. A su vez, es representada en el Senado por los senadores Enrique Van Rysselberghe Herrera, Gastón Saavedra Chandía, Sebastián Keitel Bianchi.
El alcalde es Alfredo Peña Peña. El concejo municipal lo componen, además del alcalde, los siguientes concejales:
- Edwin  Von-Jentschyk Cruz
- Rosa Yanet Salamanca Cofré
- Juan Barnachea Inostroza
- Fabián Alejandro Lizama Pérez
- Juan Pablo Orrego Vásquez
- Marcos Troncoso Salgado

## Cultura

### Artistas y cultores
- Boris Beratto: vate o poeta.
- Boris Beratto: antología poética (libro digital con 42 poemas de selección).
- Osvaldo Lipin Llancaman: biografía.
- Osvaldo Lipin Llancaman: escultor y artesano mapuche.
- Reconocimiento regional otorgado al escultor y artesano Osvaldo Lipin Llancaman por el SEREMI del Consejo de la Cultura y las Artes por su trayectoria; y quien "es cultor de un arte sano" Naif surrealista no tradicional, en el contexto de la primera feria artesanal, gastronómica y folclórica realizada por el Centro Cultural Las Canteras de O'Higgins, comuna de Quilleco; y del Día Nacional del Artesano, que se celebra el día 7 de noviembre en Chile.
- Osvaldo Lipin Llancaman: expone sus esculturas y artesanías en la sede de la Junta de Vecinos Lagos de Chile, 1 de 4.
- Osvaldo Lipin Llancaman: expone sus esculturas y artesanías en la sede de la Junta de Vecinos Lagos de Chile, 2 de 4.
- Osvaldo Lipin Llancaman: expone sus esculturas y artesanías en la sede de la Junta de Vecinos Lagos de Chile, 3 de 4.
- Osvaldo Lipin Llancaman: expone sus esculturas y artesanías en la sede de la Junta de Vecinos Lagos de Chile, 4 de 4.
- Osvaldo Lipin Llancaman: imágenes de sus exposiciones, premiación y comentarios de los visitantes.
- Osvaldo Lipin Llancaman: expone sus esculturas y artesanías, en primera feria cultural de Las Canteras de O'Higgins, en la comuna de Quilleco (oportunidad en que es premiado y reconocido por el SEREMI de la Cultura y las Artes), 1 de 2.
- Osvaldo Lipin Llancaman: expone sus esculturas y artesanías, en primera feria cultural de Las Canteras de O'Higgins, en la comuna de Quilleco (oportunidad en que es premiado y reconocido por el SEREMI de la Cultura y las Artes), 2 de 2.
- Osvaldo Lipin Llancaman: expone sus esculturas y artesanías, en segunda feria cultural de Las Canteras de O'Higgins, en la comuna de Quilleco 1 de 3.
- Osvaldo Lipin Llancaman: expone sus esculturas y artesanías, en segunda feria cultural de Las Canteras de O'Higgins, en la comuna de Quilleco 2 de 3.
- Osvaldo Lipin Llancaman: expone sus esculturas y artesanías, en segunda feria cultural de Las Canteras de O'Higgins, en la comuna de Quilleco 3 de 3.
- José Luis Oyarzo Daza: malabarista de Negrete.
- Oscar Boisier y su esposa Fresia Jara: payadores, armonista y folcloristas de Vaquería.
- Berta: folclorista de Santa Amelia.
- Rayen: grupo de folclor, 1 de 2.
- Rayen: grupo de folclor, 2 de 2.
- Club de cueca La Frontera: Jessenia Vidal Isla y Cristian Rodrigo Ramírez Orellana, pareja ganadora del concurso provincial de cueca. Marlen Luengo Soto y Felipe 'Pipe' Castro Valdebenito, pareja ganadora del concurso comunal de cueca.
- Tres pa'la cueca: grupo de folclor urbano.
- The Magic Dance: grupo de danza, 1 de 3.
- The Magic Dance: grupo de danza, 2 de 3.
- The Magic Dance: grupo de danza, 2 de 3.

### Orquestas Sinfónicas Juveniles y Ballet que nos han visitado
- Orquesta Sinfónica Juvenil de Nacimiento.
- Orquesta Sinfónica Juvenil de Chiguayante, 1 de 3.
- Orquesta Sinfónica Juvenil de Chiguayante, 2 de 3.
- Orquesta Sinfónica Juvenil de Chiguayante, 3 de 3.
- Ballet Folclórico Nacional (BAFONA) en Negrete, 1 de 2.
- Ballet Folclórico Nacional (BAFONA) en Negrete, 2 de 2.

### Otros enlaces culturales
- La Pequeña Gigante: presentada por la compañía de teatro Royal de Luxe de Francia, en Santiago de Chile.
- Baileton candidatas a reina, semana negretina 2008.
- Día de campo de la agrupación del Adulto Mayor de Negrete.
- Regata 2007 realizada por la Agrupación de Boteros del Bio-Bio Negrete.
- Taller de guitarra realizado en Espiga de Oro.
- Biodigestor de la corporación educacional SEPADE: proveerá de calefacción y electricidad al Liceo Agrícola de Negrete.
- Haciendo tortillas al rescoldo con arena del río Bio-Bio, frente al cerro Marimán de Negrete.
- Navegación en bote por el río Bio-Bio, junto al cerro Marimán de Negrete.
- Candidatos a Alcalde y Concejal por Negrete (elecciones municipales 2008).
- Record Guinness: El queso fresco más grande del mundo de 605cm x 80cm x 8cm.
- Exposición "Bio-Bio, Negrete y sus raíces" en torno a 'Bienvenido a Negrete'; y record Guinness: queso más grande del mundo, febrero de 2011.
- Exposición "Bio Bio, Negrete y sus raíces" en plaza de armas de Negrete, febrero de 2011.
- Revista Nos: edición noviembre de 2008.

### Fiestas
- Semana Negretina
- Festival aguas del Bío Bío
- Semana Coigüina

### Acceso a la información pública para mayor transparencia, probidad, y participación ciudadana
- Ley 20.285 sobre acceso a la información pública (Ley de transparencia).
- Consejo para la transparencia.
- Actas del concejo municipal.
- Remuneraciones de personal de salud, educación y municipal.
- Cuentas públicas.
- Búsqueda de compras o adquisiciones municipales en portal ChileCompra.
- Balances de ejecución presupuestaria.
- Cuentas públicas.
- Plan de desarrollo comunal.
- Organigrama municipal.
- Subsidios: familiar, maternal, discapacidad mental y agua potable, otorgados por la Dirección de Desarrollo Comunitario (DIDECO).
- Pensiones básicas solidarias de vejez e invalidez, otorgados por la Dirección de Desarrollo Comunitario (DIDECO).
- Contacta o envía, tus reclamos o sugerencias, a la municipalidad. (enlace roto disponible en Internet Archive; véase el historial, la primera versión y la última).
- Banco Integrado de Proyectos.